# Abbaye aux Dames Saintes
Die ehemalige Abteikirche der Abbaye aux Dames (Abtei der Damen) liegt in Saintes, einer französischen Stadt im Département Charente-Maritime in der Region Nouvelle-Aquitaine, am rechten Ufer des Flusses Charente und circa 95 km nördlich von Bordeaux.
Sie ist eine romanische Kirche aus dem 11. und 12. Jahrhundert und berühmt für ihre Fassade und deren Archivoltenportale und Kapitelle, und für ihren exzellenten Skulpturenschmuck. Viollet-le-Duc (1814–1879) ließ Repliken der Archivoltenbögen und der Kapitelle des Hauptportals, zusammen mit denen des Südportals von Aulnay, im „Museum der Denkmäler Frankreichs“ im Palais de Chaillot, am Trocadéro in Paris aufstellen, in Vertretung der romanischen Baukunst in der Saintonge.

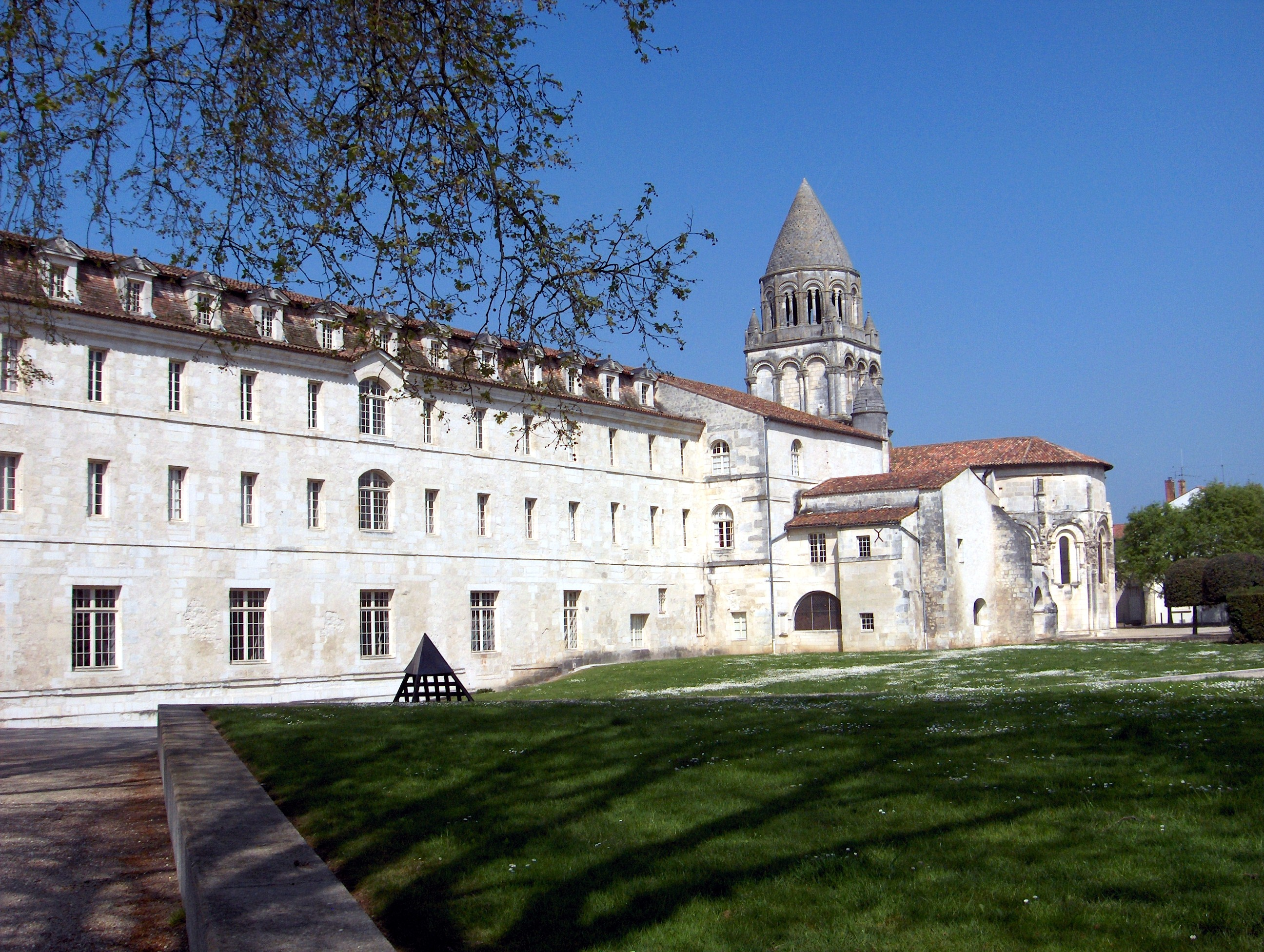
Abbaye aux Dames, Abteigebäude und Kirche von Südosten

## Geschichte der Abtei und ihrer Kirche

### Antike

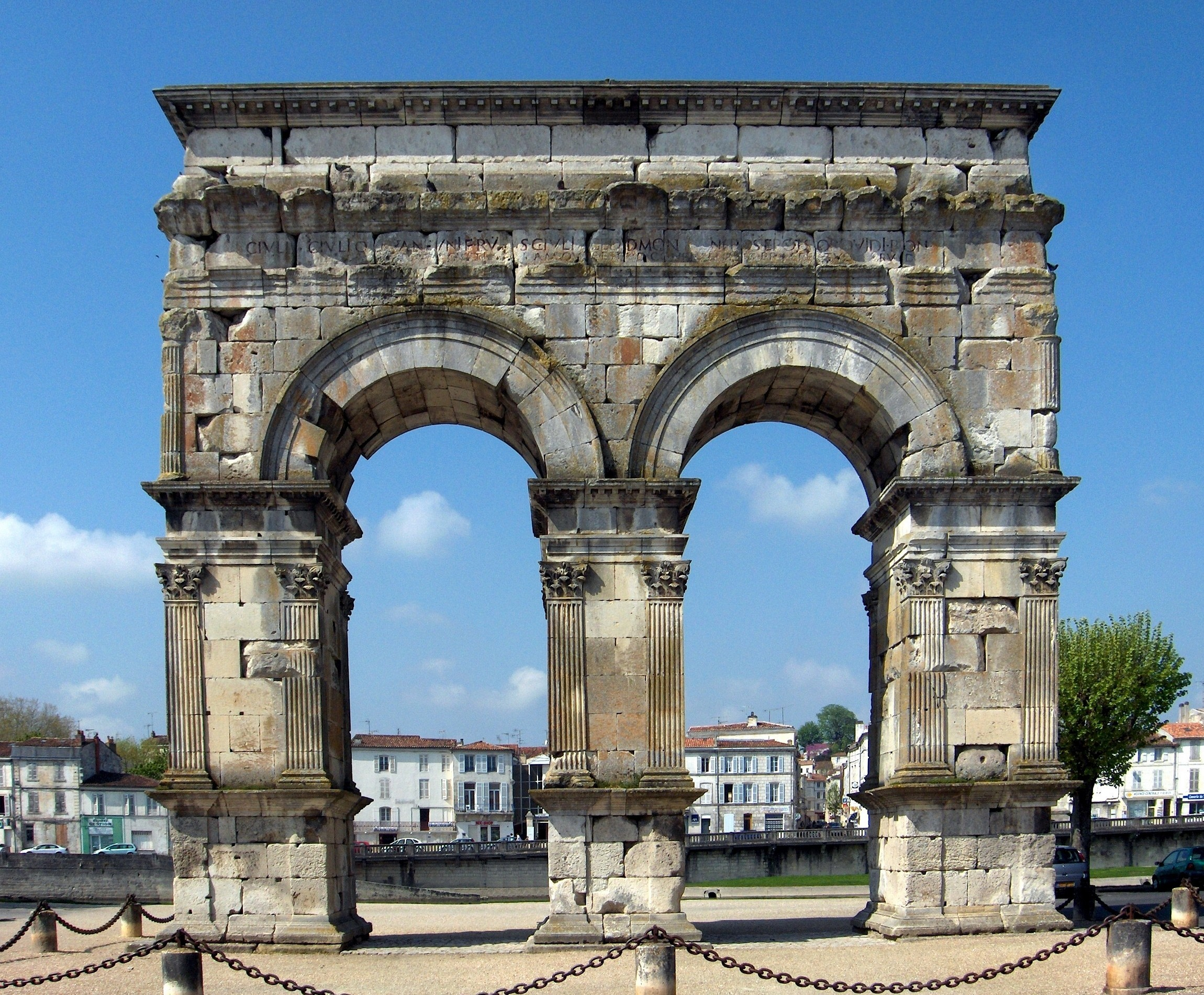
Der Germanicusbogen am Ufer der Charente in Saintes

Der heutige Standort der Abbaye aux Dames lag außerhalb und östlich der römischen Stadt Mediolanum Santorum, der Hauptstadt der ehemals keltischen (gallischen) Santonen, die im Wesentlichen auf dem linken Ufer
des Flusses Charente angesiedelt war, und unter römischer Herrschaft zu einer bedeutenden und großen Stadt heranwuchs. Davon zeugen heute noch die zahlreichen archäologischen Funde aus gallo-römischer Zeit, vor allem der des im 1. Jahrhundert erbauten Amphitheaters (Arena) und des Germanicusbogens (erbaut im Jahr 15 n. Chr.), der den römischen Brückenübergang auf der stadtabgewandten Seite des Flusses markierte.
Im Bereich der heutigen Abtei befand sich eine antike Nekropole, am Rande der Römerstraße, die über die Brücke und durch den Germanicusbogen in die Stadt führte.

### Mittelalter

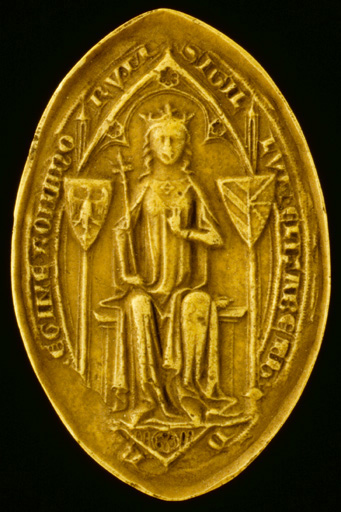
Isabella von Burgund

Am Ort, an dem die Abtei und deren Kirche entstanden sind, gab es schon ein wesentlich älteres Heiligtum, vielleicht ein Oratorium, über dem Grab des Saint-Pallais (Heiliger Palladius), eines Bischofs, der im sechsten Jahrhundert auf dem inzwischen christlichen Friedhof bestattet worden ist, der diese Funktion bis in das 18. Jahrhundert behielt. Heute steht an dieser Stelle die kleine romanische Pfarrkirche Saint-Pallais, kaum einen Steinwurf weit entfernt von der Nordwand der Abteikirche. Diese Pfarrkirche der Vorstadt Saint Pallais unterstand im Mittelalter der Abbaye aux Dames, deren Äbtissin den Pfarrer bestellte. Das Gebäude stammt aus mehreren Bauphasen vom 12. bis zum 15. Jahrhundert.

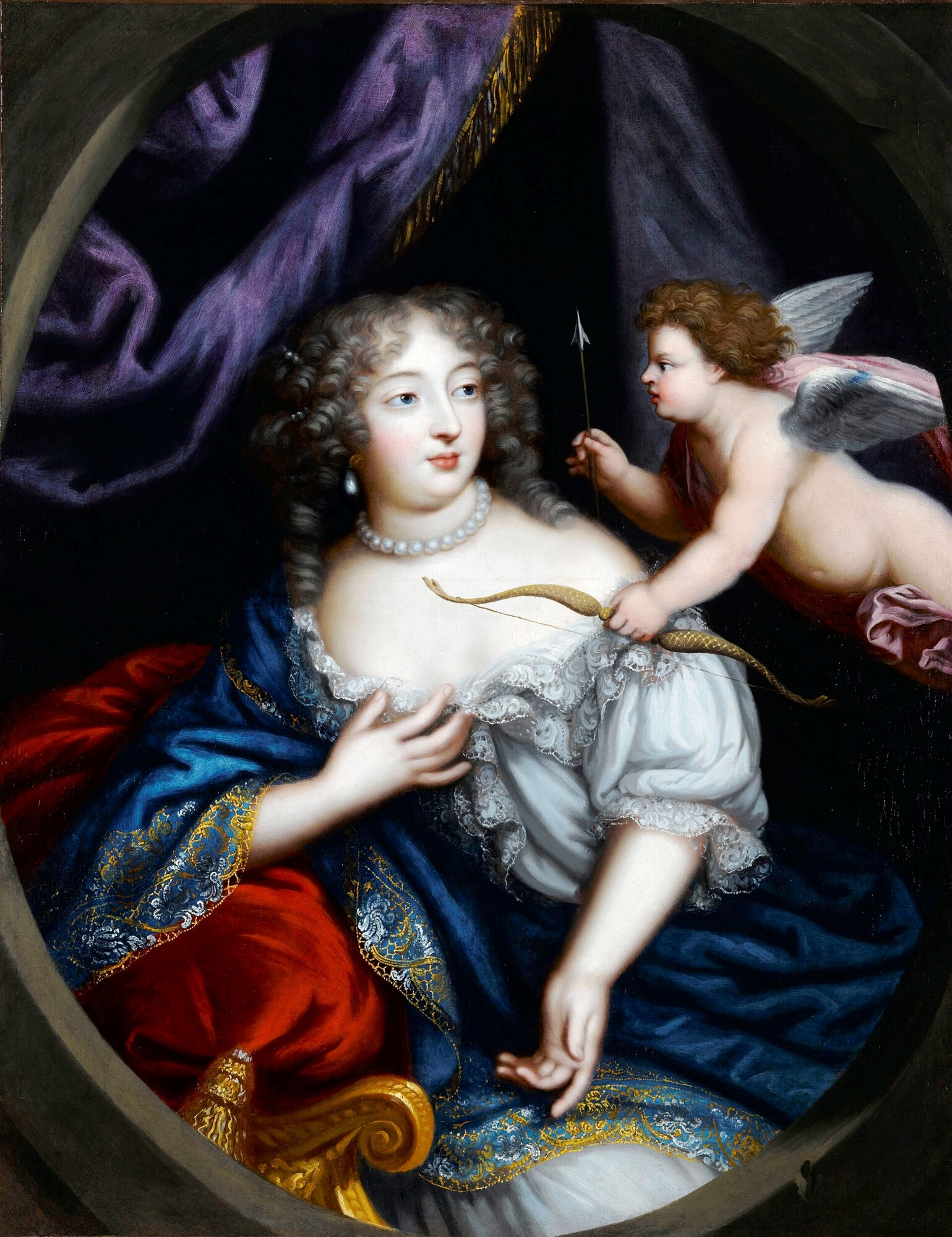
Marquise de Montespan

Mit dem Bau des Klosters und dessen Kirche wurde in der ersten Hälfte des 11. Jahrhunderts begonnen. Ihre Gründung wurde veranlasst durch Agnes von Burgund, die mit Geoffroy Martel, Graf von Anjou und Herrscher der Saintonge, in zweiter Ehe verheiratet war, die beide das Kloster besonders reich ausstatteten, unter anderen mit einträglichen Salzwiesen an der Küste der Saintonge.
Die erste Abteikirche wurde am 2. November 1047 feierlich konsekriert und der Jungfrau Maria gewidmet und dann „Notre-Dame“ und später auch „Saint-Marie des Dames“ genannt.
Die Abtei wurde als erstes Kloster für Frauen in der Saintonge geführt. Ihre Gründerin übertrug die Abtei dem Orden der Benediktinerinnen, die von einer Äbtissin geleitet wurde, die „Madame de Saintes“ genannt wurde. Sie wurde unter den bedeutendsten Familien Frankreichs ausgewählt. Zu ihren Aufgaben gehörte die Erziehung adeliger Mädchen, zu den bekanntesten gehörte die Marquise de Montespan, die spätere Mätresse Ludwigs XIV.
Die ersten Konventsgebäude der Abtei gruppierten sich südlich der Abteikirche um den quadratischen Grundriss des Kreuzganges, der im Winkel von Lang- und südlichem Querhaus angeordnet war. Das Quadrat des Hofes, der vom Kreuzgang umschlossen wurde, wird heute durch eine markante Rasenfläche innerhalb der Hofpflasterung markiert. Der Kapitelsaal schloss sich unmittelbar an den südlichen Querschiffarm an, in dessen erster Etage sich das gemeinschaftliche Dormitorium befand. Die weiteren Klostergebäude umgaben die südliche und westliche Galerie des Kreuzgangs und beherbergten das Refektorium, die Küche, den Vorratsraum und sonstige Räume, wie sie die Regel vorsahen. Sie reichten bis an die südwestliche Fassadenecke der Kirche.
Darüber hinaus gab es sicher noch Gebäude zur Unterbringung und Schulung der Töchter des Adels, Gebäude zur Aufnahme und Beköstigung von Pilgern und Bedürftigen, sowie ein Hospitium zur Pflege von Kranken und vermutlich auch Gästehaus zur Unterbringung von Besuchern der Abtei. Nicht zu vergessen sind die Räumlichkeiten zur Unterkunft und Verpflegung eines Bischofs und dessen Klerus, aber auch der Laienbrüder.
Das erste Kirchengebäude besaß ein Langhaus aus einem einschiffigen Saal, der ein wenig kürzer war als das heutige Schiff. Es gibt in französischen Quellen die Feststellung, dass das Langhaus des 11. Jahrhunderts einen basikalen Aufriss aus drei Schiffen besaß. Die gegenüber dem Schiff weit außen stehenden Vierungspfeiler des 11. Jahrhunderts wie auch die sehr hoch reichenden Blendarkaturen der ursprünglichen Langhauswände lassen aber diesen Schluss nicht zu. In dem über das Langhaus weit ausladenden Querhaus öffneten sich nach Osten ein deutlich kürzerer Chor als der heutige und zwei Kapellenapsiden. Das Mauerwerk der Wände bestand aus kleinformatigen Kalksteinen, die regelmäßig vermauert waren. Die Räume besaßen keine Steineinwölbungen, sondern waren von ebenen Holzkonstruktionen überdeckt. Die kleinen einfachen rundbogigen Fenster waren völlig schmucklos. Von der ursprünglichen Vierung kann man noch Überreste von Säulen und deren Kapitellen erkennen, die mit den ältesten Skulpturen der Saintonge dekoriert sind. Sie sind sehr niedrig angeordnet und führten dadurch zu einer erheblichen Isolation des zentralen Raumes.
Gegen Ende des 11. Jahrhunderts waren die Planungen von steinernen Einwölbungen der Kirchenräume so weit gediehen, dass mit den Umbauarbeiten begonnen wurde, die sich aber so umfangreich entwickelten, dass sie erst nach mehreren Kampagnen gegen Ende des 12. Jahrhunderts im Wesentlichen zum Abschluss gebracht werden konnten. Diese baulichen Veränderungen sind heute zum größten Teil erhalten.
In der ersten Kampagne des 12. Jahrhunderts wurde über der Vierung ein Glockenturm erbaut. Dazu mussten zunächst ihre Säulen verstärkt und erhöht werden. Sie erhielt eine Einwölbung mit einer Trompenkuppel, die in ihrem Scheitel eine kreisrunde Öffnung besitzt, durch die man die Glocken hochziehen konnte. Im gleichen Bauabschnitt entstand der vergrößerte Chorraum mit Apsis und deren Wölbungen.
Der Abbaye aux Dames in Saintes unterstanden eine ganze Reihe von kleinen Tochterprioraten in der Region, wie zum Beispiel: Notre-Dame (Corme-Écluse), Saint Nazaire de Corme-Royal und viele andere.
Die im Poitou damals üblichen Tonnenwölbungen hätten zur Aufnahme der seitlichen Schubkräfte umfangreiche Verstärkungen der Außenwände erforderlich gemacht. Man gab daher die Absicht auf, das Schiff mit einer Tonne zu überwölben, und entschied sich für eine gänzlich andere Lösung. Im benachbarten Périgord hatte man die dort im 12. Jahrhundert bereits verbreiteten Einwölbungen von Langhäusern mit mehreren Kuppeln gesehen, deren Typus der Kuppelkirchen von Byzanz und Venedig entsprach und von dort importiert war.
In der zweiten Kampagne des 12. Jahrhunderts entstand die neue Einwölbung des einzigen Schiffs mit zwei Pendentifkuppeln, deren Lasten auf sechs neue massive, großzügig dimensionierte Pfeilerbündel übertragen wurden. Die Seitenwände des 11. Jahrhunderts wurden dadurch kaum beansprucht und konnten nahezu unverändert erhalten werden. Die Projektion von zwei Quadraten in Breite des ursprünglichen Langhauses in den bestehenden Grundriss hinein machte eine Verlängerung des Schiffs erforderlich. Die „alte“ Fassade des 11. Jahrhunderts wurde abgetragen und durch eine neue ersetzt, die um ein Stück nach Westen verschoben wurde. Ihr Skulpturenschmuck entstand unter der Äbtissin Agnes von Barbezieux (1134–74), einer Cousine der Eleonore von Aquitanien. Das gesamte Skulpturenprogramm stammt ohne Zweifel aus den Jahren 1120 bis 1130 und ist das Werk einer Steinmetz-Gruppe, die auch die Skulpturen auf den Kapitellen der Vierung der Kirche angefertigt hat. Die gleichen Bildhauer haben auch am oberen Teil des Glockenturms gearbeitet. Die gesamten Veränderungen in der ersten Hälfte des 12. Jahrhunderts werden dem Architekten Béranger zugeordnet. Eine Inschrift auf der Außenseite der nördlichen Wand des Schiffs gibt darüber Auskunft und datiert die Arbeiten vor 1150.
Die neuen gotischen Kreuzrippengewölbe in den Querschiffarmen des 11. Jahrhunderts entstanden gegen Ende des 12. Jahrhunderts bis in das 13. Jahrhundert hinein.

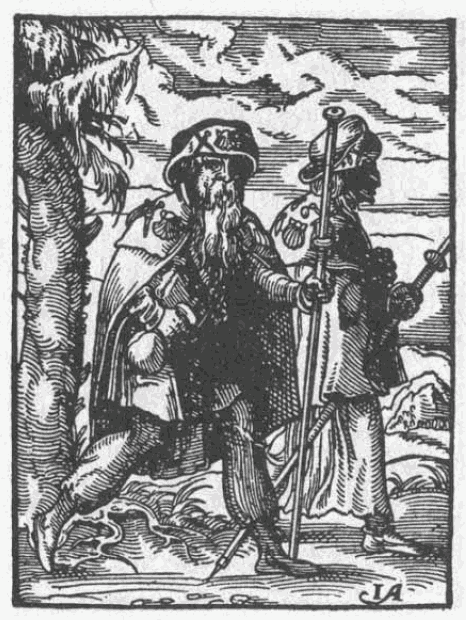
Jakobspilger, Holzschnitt von 1568

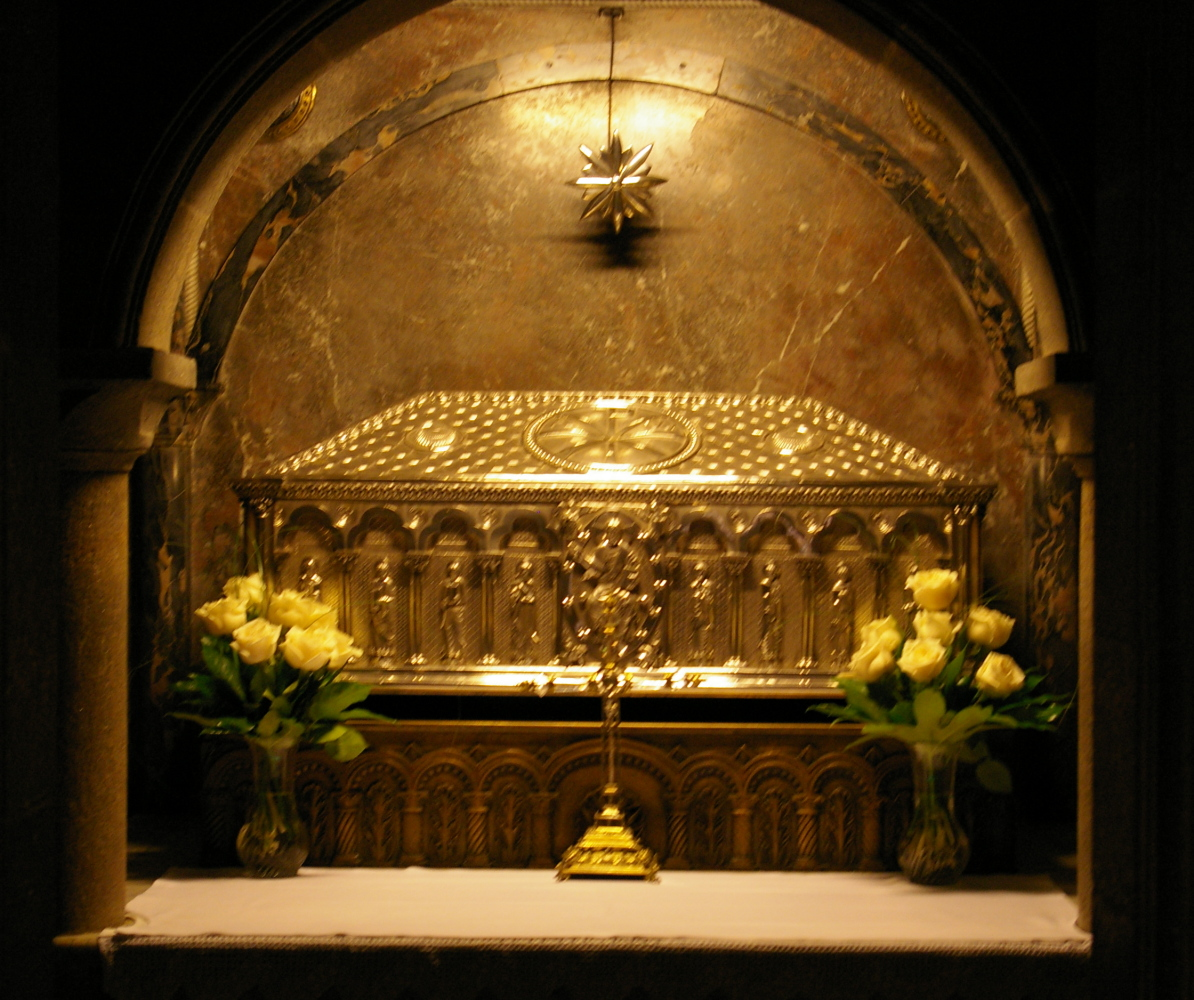
Jakobsgrab, Santiago-de-Compostela

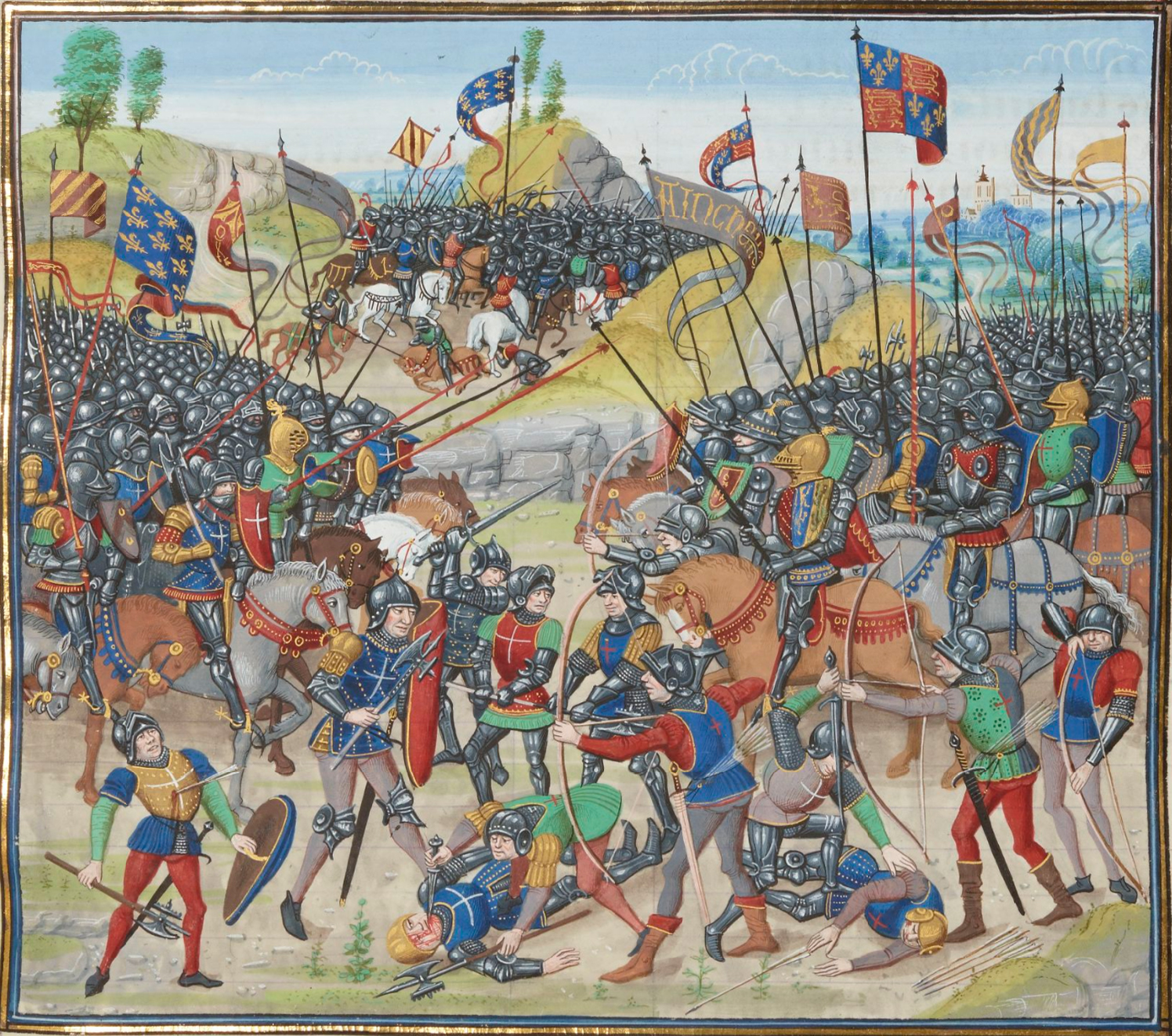
Schlacht von Auray (1364) im Hundertjährigen Krieg, Miniatur 14. Jh.

Saintes lag am Kreuzungspunkt zweier von Norden ankommenden Routen des „Jakobsweges“ nach Santiago de Compostela und an zwei weiterführenden nach Bordeaux. Die Abbaye aux Dames war für die erschöpften Pilger die erste Station, bevor sie über die Brücke über die Charente in die Stadt Saintes kamen und dort auf die anderen beiden Kirchen stießen, auf die große Pilgerkirche Saint-Eutrope im Westen der Stadt und die damalige Kathedrale Saint-Pierre in der Mitte der mittelalterlichen Stadt. Es ist überliefert, dass die meisten Pilger für einige Tage in Saintes Rast machten, ehe sie sich auf den anstrengenden und noch weiten Weg nach Spanien machten. Die höchste Blüte genossen die Jakobs-Wallfahrten in der ersten Hälfte des 12. Jahrhunderts. Gerade in dieser Zeit wurde an der Erweiterung, an der neuen Einwölbung und an der Fassade besonders intensiv gebaut. Nach der Mitte des 12. Jahrhunderts gingen die Pilgerbewegungen zurück und die Kriege im 13. und 14. Jahrhundert brachten ihren dramatischen Einbruch. Die erneuerte Abteikirche aux Dames konnte daher nicht mehr lange von den Pilgerbesuchen profitieren. Vielleicht hat man auch deshalb auf die Errichtung eines in Pilgerkirchen üblichen Chorumgangs verzichtet.
Im 14. Jahrhundert entstand eine massive Strebepfeilerkonstruktion im nordöstlichen Winkel des Kreuzgangs, vermutlich wegen Rissbildungen in der südlichen Außenwand des Schiffs. Der Verlauf der Kreuzganggalerien entlang des Langhauses und des südlichen Querhausarms konnte dabei erhalten werden. Dies gilt vermutlich auch für den zweiten wuchtigen Strebepfeiler, der mit seinem unterseitigen Viertelbogen den Kreuzgang überspannte.
Der Hundertjährige Krieg (1339–1453) führte zu Zerstörungen des Klosters.
Im 15. Jahrhundert wurde die Sakristei erbaut, als Ersatz für die nördliche Querhauskapelle. Im 15. und 16. Jahrhundert ergänzte man die Außenwände um etliche Strebepfeiler, um dem Fortschreiten von Bodenabsenkungen Einhalt zu gebieten. Ebenfalls wurde im 15. Jahrhundert der Kreuzgang im gotischen Stil neu gefasst.

### Neuzeit
Im Jahr 1568, in den Religionskriegen (1562–98), beschädigten die Hugenotten die Fassade der Kirche, den Giebel und vielleicht einen Teil der Skulpturen, aber sie zerstörten sie nicht. Bei dem von ihnen gelegten Brand stürzten die schweren Balken der Dachkonstruktion des Schiffs auf die Kalotten der Kuppeln und zerstörten sie. Wegen des hohen Aufwandes und Mangel an Geldmitteln hat man auf eine Rekonstruktion der Kuppeln verzichtet. Die beiden großen kreisrunden Löcher oberhalb der Pendentifs wurden mit flachen Decken aus Holzbalken mit einer unterseitigen Brettschalung geschlossen. Sie existieren noch heute in dieser Form.
Schließlich folgten zwei Brände aufeinander, in den Jahren 1608 und 1648, und verursachten große Schäden an den Gebäuden des Konvents und der Kirche. Die Äbtissin Françoise de Foix entschied sich für den Wiederaufbau und die Rekonstruktion der Gebäude aus Stein. In der Verlängerung des Querschiffs und des Kapitelsaals wurde eine große rechteckige Fläche bebaut, der „Raum der Nonnen“ genannt wurde. Im Untergeschoss gab es einen großen Gewölbekeller. Darüber befanden sich zwei Ebenen mit den Zellen, die anstelle eines Dormitoriums ein ganzes Stockwerk füllten. Alle Zellen waren mit Gewölben überdeckt. In der Nordost-Ecke des mittelalterlichen Kreuzgangs entstand über dessen Galerie eine Tribüne, die durch einen kleinen Flur im ersten Stock verbunden wurde. Darüber konnten die Äbtissin und die Nonnen zu den Patienten gelangen, ohne über die Treppe in der Kirche steigen zu müssen.
Das lange Gebäude mit strengem Aussehen wurde an den Ecken ergänzt von Wachtürmen, die an die so genannten „Pfefferbüchsen“ der Festungsarchitektur ihrer Zeit erinnerten. Der Architekt Jacques Guérinet, der von der Äbtissin mit dieser Baustelle beauftragt war, hatte mit dem Bau von Befestigungsanlagen große Erfahrungen gesammelt. Ein Schwenk des Gebäudes im rechten Winkel nach Westen verlängerte es um das „Krankenhaus“ der Pilger. Andere Gebäude, die Gemeinschaftsräume beherbergten, und das Hotelgebäude umgaben zwei Höfe, die man untereinander im 18. Jahrhundert mit einem Portal verbunden hatte.
Im 17. Jahrhundert wurden fast alle Pfeilervorlagen der Längswände des Kirchenschiffs verstärkt.

Der Sturm auf die Bastille am 14. Juli 1789

In der Französischen Revolution (1789) wurden die angrenzenden Klostergebäude fast vollständig zerstört. Die verschonten Trakte wurden zunächst in ein Gefängnis umgewandelt, und wenig später, im Jahr 1808 infolge eines kaiserlichen Dekrets in eine Kaserne. Die Militärs benutzten die Kirche als Pferdestall und der Kirchenboden wuchs dadurch auf große Höhen an. Die Nutzung als Kaserne dauerte bis über den Ersten Weltkrieg hinaus. Während der militärischen Besatzung wurde der Kreuzgang abgebrochen.
Erst 1930 erfolgten die ersten Restaurierungen des Erhaltenen. Im Jahr 1938 wurde die Kirche wieder konsekriert.
Die Abtei, die in den Jahren 1970 bis 1988 vollkommen renoviert worden ist, hat wieder ein gutes inneres und äußeres Erscheinungsbild erlangt, und gehört inzwischen zu einem bedeutenden Zentrum kultureller Veranstaltungen.
Bei Ausgrabungen in den Jahren 1986 bis 1988 fand man nur noch wenige gotische Arkaden des Kreuzgangs, heute Zeugen für seine im 15. Jahrhundert erfolgte Neufassung.

## Kirchenbauwerk
Abmessungen (zirka):

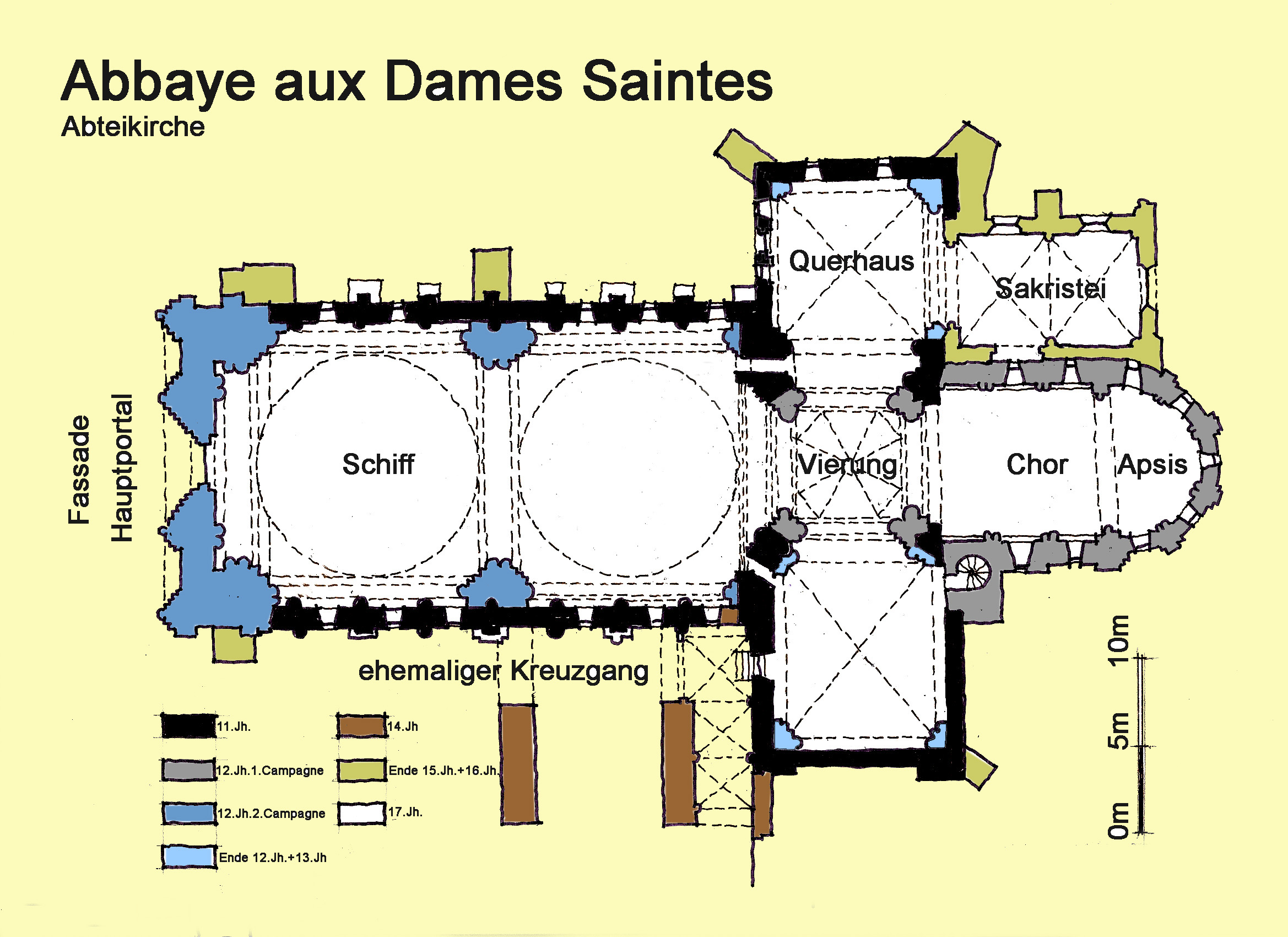
Abbaxe aux Dames Saintes (Abteikirche), Grundriss, Handskizze

- Gesamtlänge (Fassade+Schiff+Vierung+Chor, außen, ohne Pfeilervorlagen): 57,50 m.
- Gesamtbreite (Querhauslänge), (ohne Pfeilervorlagen): 33,00 m.
- Langhausbreite, außen, (ohne Pfeilervorlagen): 17,50 m.
- Chorlänge, außen, (ohne Pfeilervorlagen): 14,50 m.
- Querhausbreite, außen, (ohne Pfeilervorlagen): 11,30 m.

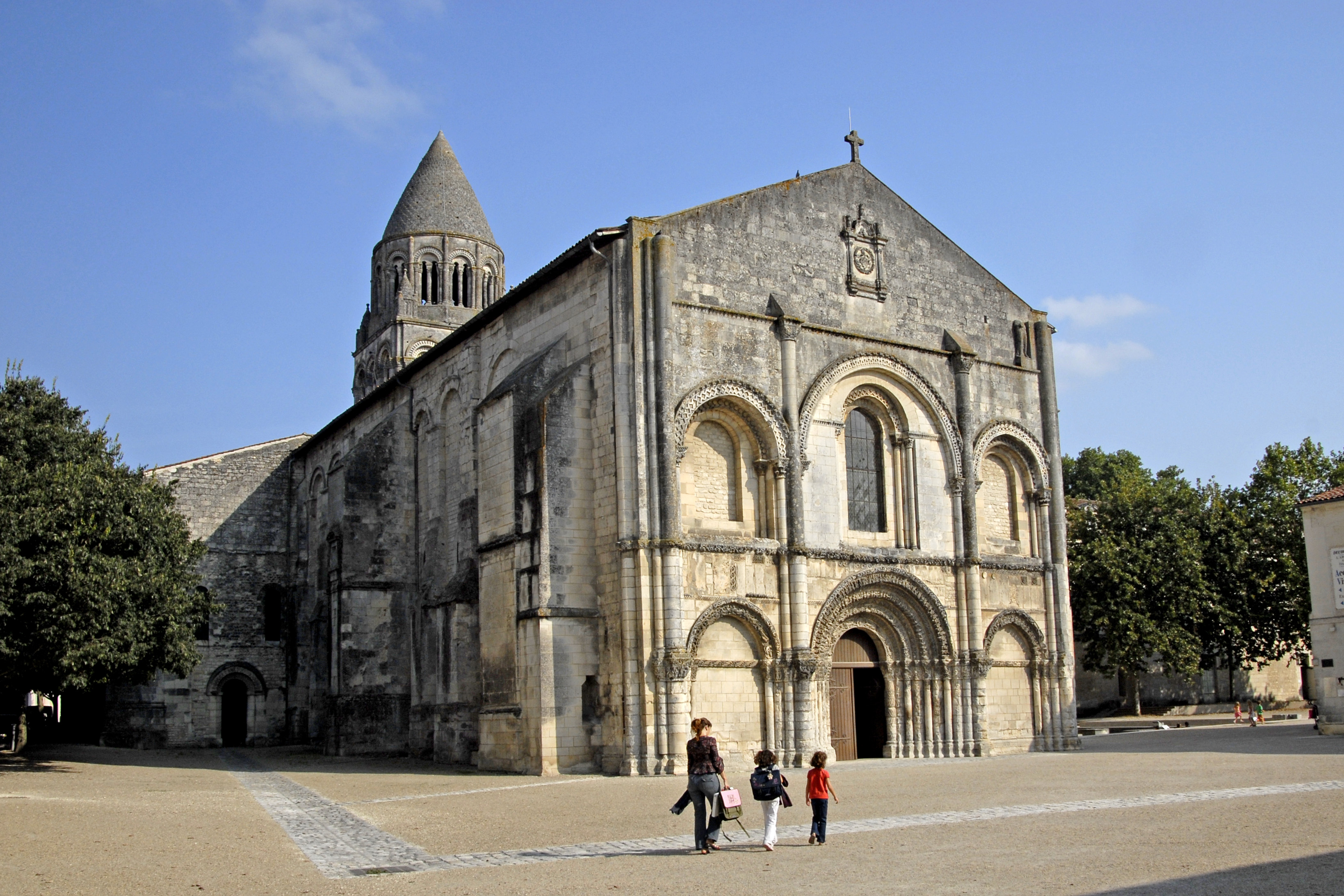
Abteikirche von Nordwesten

- Schifflänge, innen: 28,80 m
- Schiffbreite, innen: 15,50 m
- Querschifflänge, innen: 31,00 m
- Querschiffbreite, innen: 9,50 m
- Chorlänge, innen: 14,00 m
- Chorbreite, innen: 8,00 m

### Äußere Gestalt

#### Langhaus

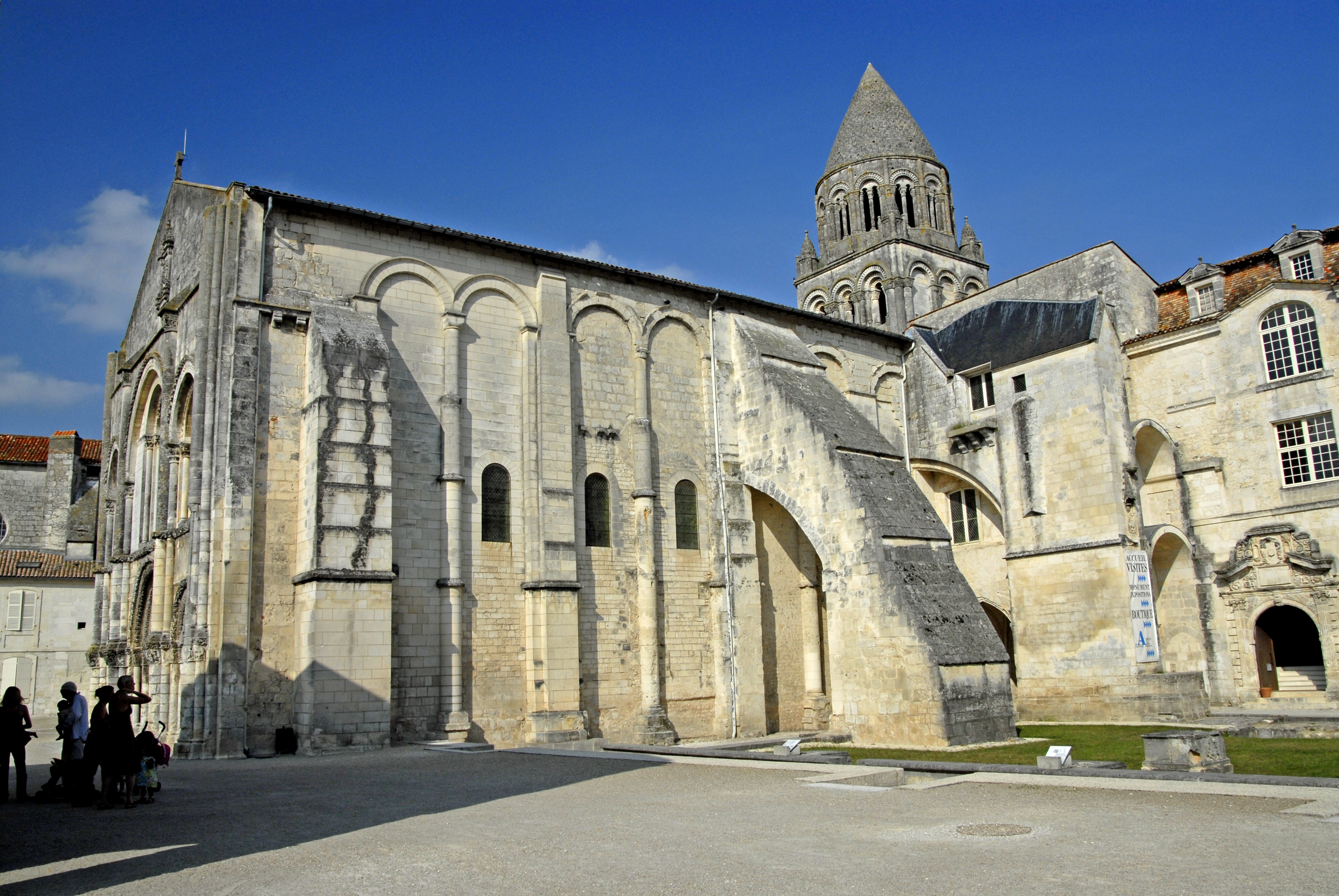
Abteikirche, Südseite

Wenn man sich die nachträglichen Verstärkungen der alten Wandpfeiler mit Strebepfeilern wegdenkt, entspricht die heutige Höhe der Längswände des Schiffs und deren Arkadenschmuck jetzt noch weitgehend dem ursprünglichen Aussehen im 11. Jahrhundert.
Die ursprünglich etwas kürzeren Außenwände werden vertikal mit rechteckigen Wandpfeilern in vier Felder unterteilt, die wiederum durch dreiviertelrunde Säulen mittig geteilt sind. Auf der Nordwand sind statt der Säulen alleine rechtwinklige Wandpfeiler angeordnet. Die abwechselnd eckigen und runden Pfeiler / Säulen sind von schlichten Kapitellen und Kämpfern bekrönt und werden überspannt von halbkreisförmigen, auf die Wand vorgeblendeten Blendarkadenbögen aus Keilsteinen, die von einem schmalen Kragprofil überfangen werden. Die Pfeiler der Südwand werden vertikal mit Schmuckprofilen in vier Abschnitte unterteilt, deren Längen und Durchmesser von unten nach oben abnehmen.

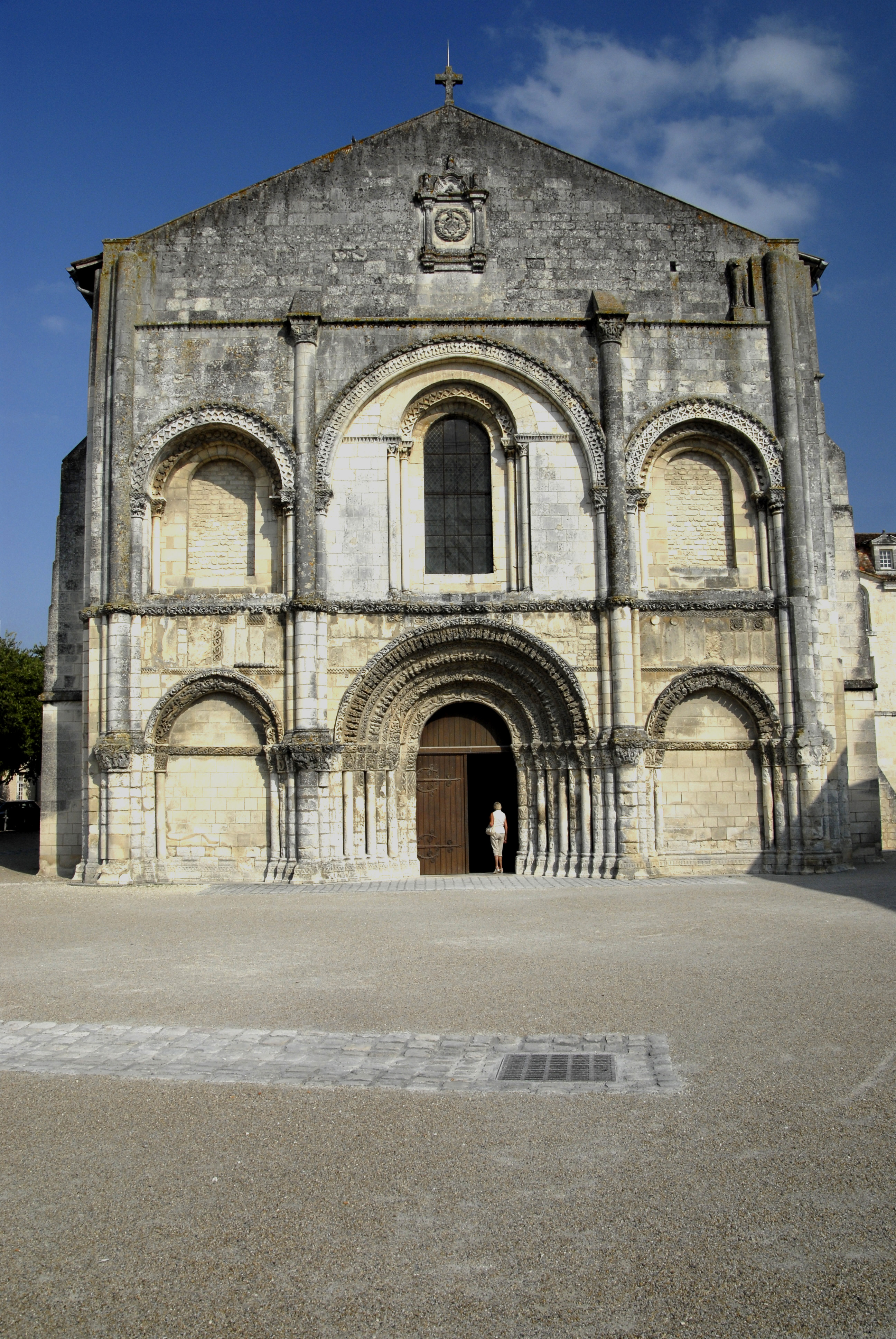
Abteikirche, Fassade

Fast alle rechteckigen Wandpfeiler besitzen nicht mehr ihren ursprünglich gering auftragenden Querschnitt und sind mit Vormauerungen in unterschiedlichem Umfang zu Strebepfeilern umgewandelt worden.
Auf der Südwand gibt es drei wuchtige Strebepfeiler. Der erste ragt etwa in Verlängerung der ursprünglichen Fassade senkrecht auf und endet knapp unter den Blendarkadenbögen. Der zweite steht nicht genau in der Achse der mittleren Pfeiler, welche die inneren Kuppeln tragen, sondern etwas nach Osten verschoben. Sein Fuß hält Abstand von der Außenwand, um die ehemalige Nordgalerie des Kreuzgangs durchzulassen, und lehnt sich knapp unter der Traufe des Schiffs gegen deren Südwand. Die Unterseite ist bogenförmig ausgerundet, die Oberseite verläuft schräg und ist mehrfach abgestuft. Der dritte ähnlich wuchtige Strebepfeiler hält aus demselben Grund Abstand von der Südwand des Schiffs und von der Westwand des südlichen Querhausarms. Er besteht aus einem senkrecht bis in die Traufhöhen aufragenden Pfeiler, und im oberen Bereich aus einer unterseitig bogenförmigen Strebe, die sich gegen die Südwand lehnt. Hinter ihm sind im Erdgeschoss noch drei aktuell renovierte Joche der östlichen Kreuzganggalerie der gotischen Fassung des 15. Jahrhunderts erhalten. Darüber gibt es noch ein zweites Geschoss, aus dem man in den südlichen Querhausarm und in das Schiff hineinsehen kann.
Die Nordwand weist zwei größere senkrechte Strebepfeiler auf, den einen in Verlängerung der Fassade des 11. Jahrhunderts, den anderen, besonders weit ausladenden, genau in der Mitte des Schiffs. Sie ragen hinauf bis zu den Bögen der Blendarkaden. Die übrigen Wandpfeiler sind nur in der unteren Hälfte mit Verstärkungen verblendet.

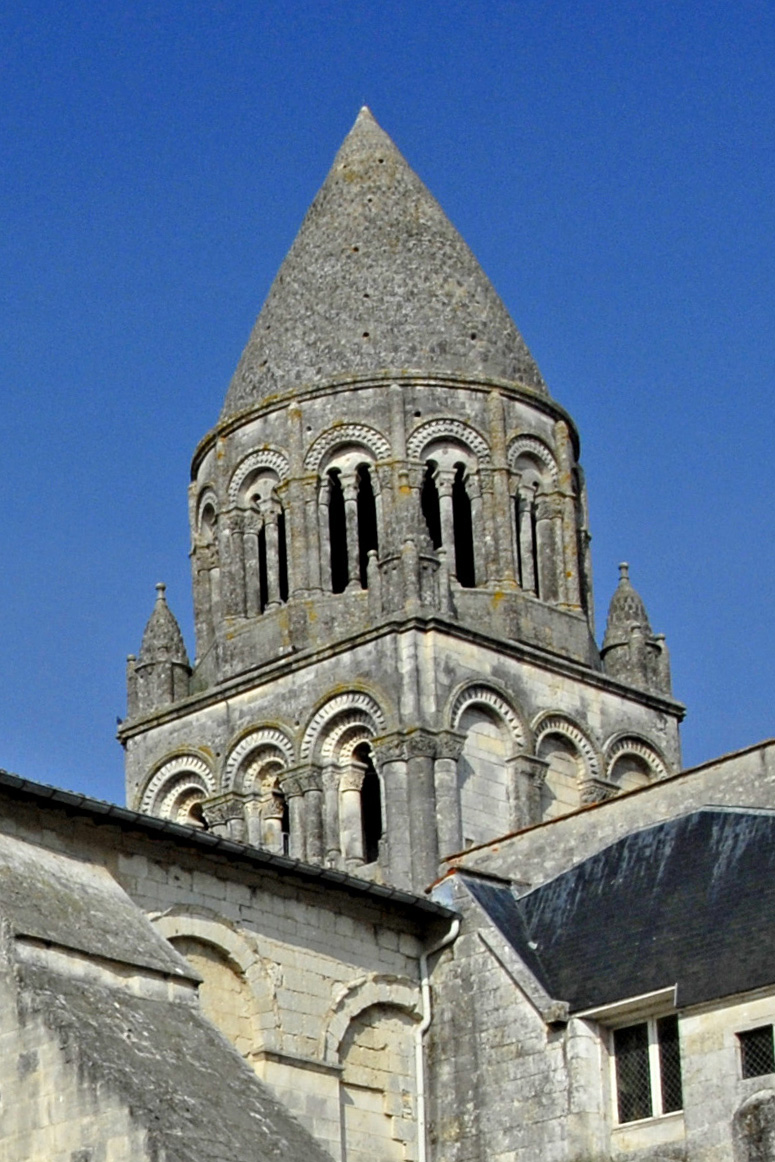
Abteikirche, Vierungsturm von SW

Das flach geneigte Satteldach des Schiffs ist mit roten Hohlziegeln eingedeckt. An den hölzernen, weit ausladenden Traufüberständen leiten Dachrinnen das Regenwasser kontrolliert ab. Die Querhausarme und der Chor sind mit den gleichen Ziegeln eingedeckt.
Die Schmuckfassade mit dem Hauptportal begrenzt das Langhaus im Westen. Sie überragt die Seitenwände des Schiffs nicht. Die auf den Enden der Seitenwände befindlichen wenig vortretenden Wandpfeiler gehören nicht mehr zu der ursprünglichen Substanz der Außenwände des 11. Jahrhunderts, sondern sind zusammen mit der im 12. Jahrhundert nach Westen versetzten Fassade entstanden und wurden danach auch nicht verstärkt. (Zur Fassade siehe späteren Abschnitt.)

#### Querhaus
Die Querhausarme ragen weit über die Seitenwände des Langhauses hinaus. Der nördliche, mit seiner Traufe an der Nordseite, ist von einem flach geneigten Pultdach überdeckt. In der westlichen Wand sind ein Nebenportal und zwei Fenster ausgespart. Solche zwei Fenster besitzt auch die Nordwand. Im Winkel zwischen nördlichem Querhausarm und dem Chor ist nachträglich eine Sakristei angebaut worden, die aber unterhalb der Fenster des Chores bleibt. Der südliche Querhausarm ist kaum einsehbar. Er ist rundherum mit Anschlussgebäuden und Anbauten verdeckt. In seiner Nordwand gibt es ein Portal zum ehemaligen Kreuzgang. Durch ein Fenster darüber fällt über das hier noch vorhandene zweite Geschoss des Kreuzgangs indirekt Licht hinein. Der Querhausarm wird überdeckt von einem flach geneigten Pultdach, dessen First sich über der Westwand des Querschiffs und dessen Traufe sich über der Ostwand befindet.

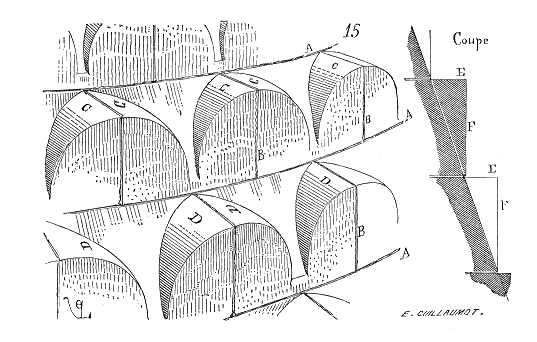
Abteikirche, Detail der Struktur des Turmhelms

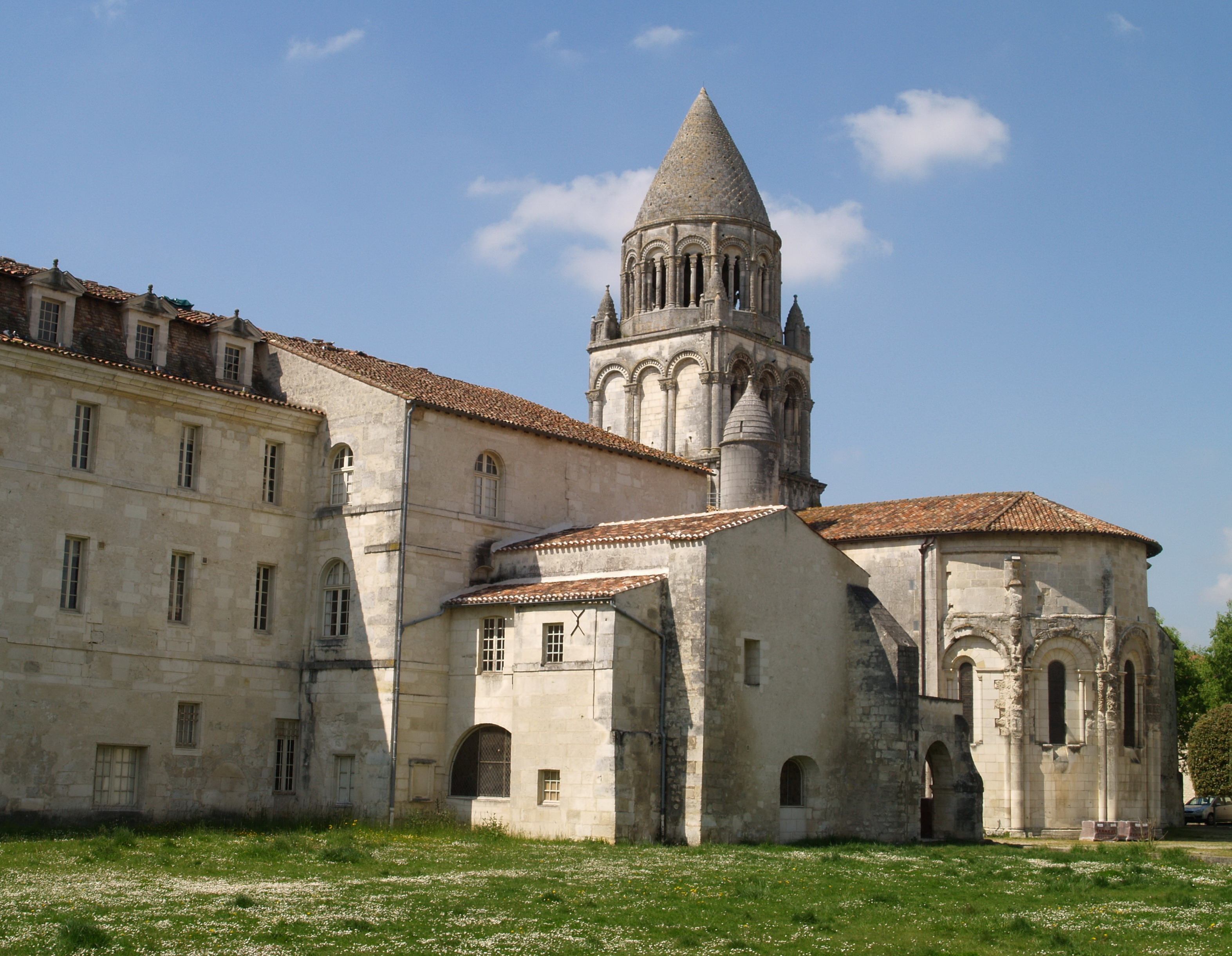
Abbaye-aux-Dames, Chorhaupt von SO

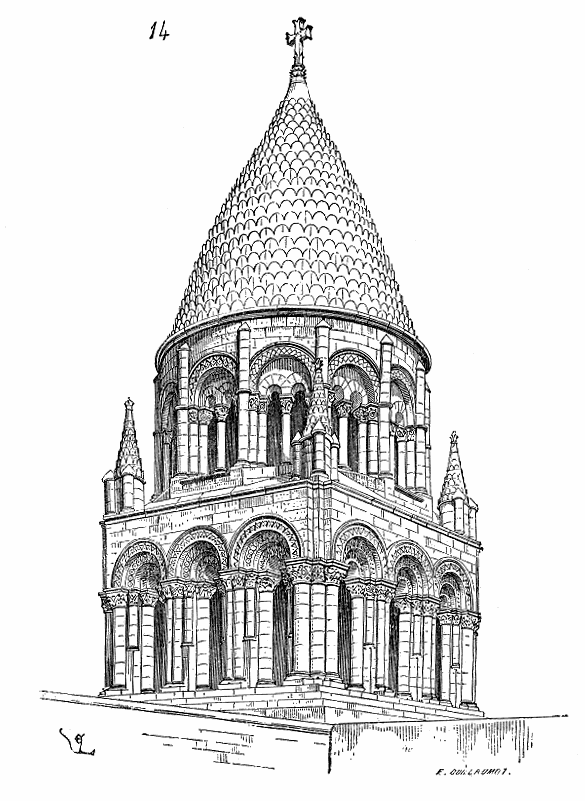
Abteikirche, Glockenturm

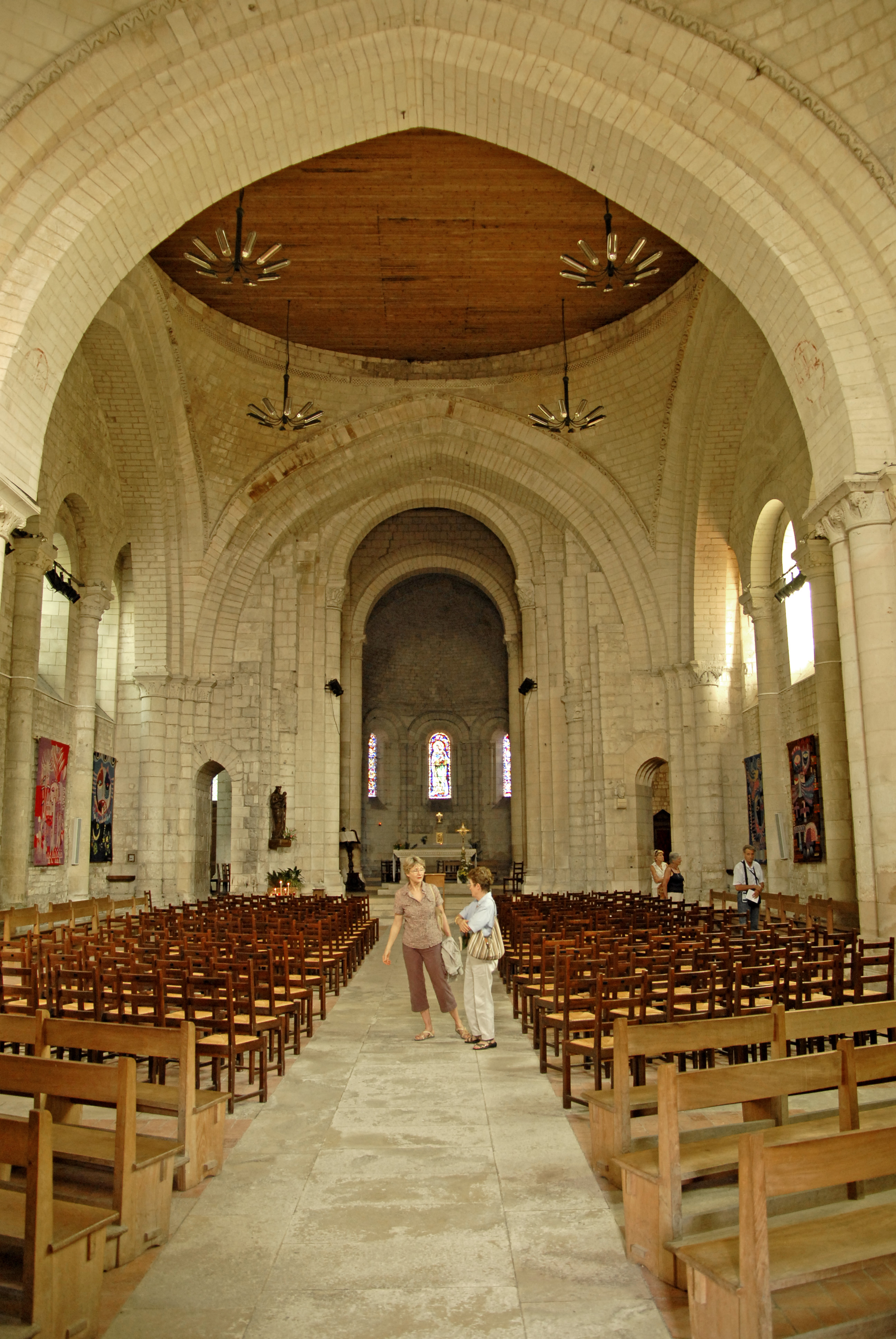
Abteikirche, Schiff zum Chor

#### Glockenturm
Der quadratische Sockel des Glockenturms entspricht in seinem Umriss der Größe der Vierung und bleibt unterhalb der Kontur des Langhausdachs. Er überragt die Dachflächen nur auf den Seiten zum Chor und zu den Querschiffarmen hin, ist dort mit einem feingliedrigen Blendarkadenfries geschmückt und wird oberseitig von einem mehrstufigen Kraggesims begrenzt. Darüber beginnt das eigentliche erste Geschoss des Turms mit einem geringfügig kleineren quadratischen Umriss. Es wird am oberen Rand allseitig begrenzt durch ein doppeltes Kragprofil. Auf den West- und Ostwänden des Turms ist je eine Dreiergruppe von dreistufigen offenen Archivoltenfenstern angeordnet, aus geometrisch ornamentierten Archivoltenbögen, die auf runden Säulen ruhen, die mit aufwändig figural gestalteten Kapitellen und profilierten Kämpfern gekrönt sind, und auf profilierten Basen stehen. Die äußeren Bögen werden von ornamental gestalteten Kragprofilen überfangen. Die Säulen der äußeren Archivoltenbögen stehen unmittelbar nebeneinander und bilden so Säulenpaare. Auf den Nord- und Südwänden gibt es jeweils die gleiche Dreiergruppe, aber nur aus den Archivolten, die geschlossene Blindfenster umschließen. Auf den Ecken des Turmquadrates werden die äußeren Säulen der Dreiergruppen mit einer zusätzlichen Säule untereinander verbunden.

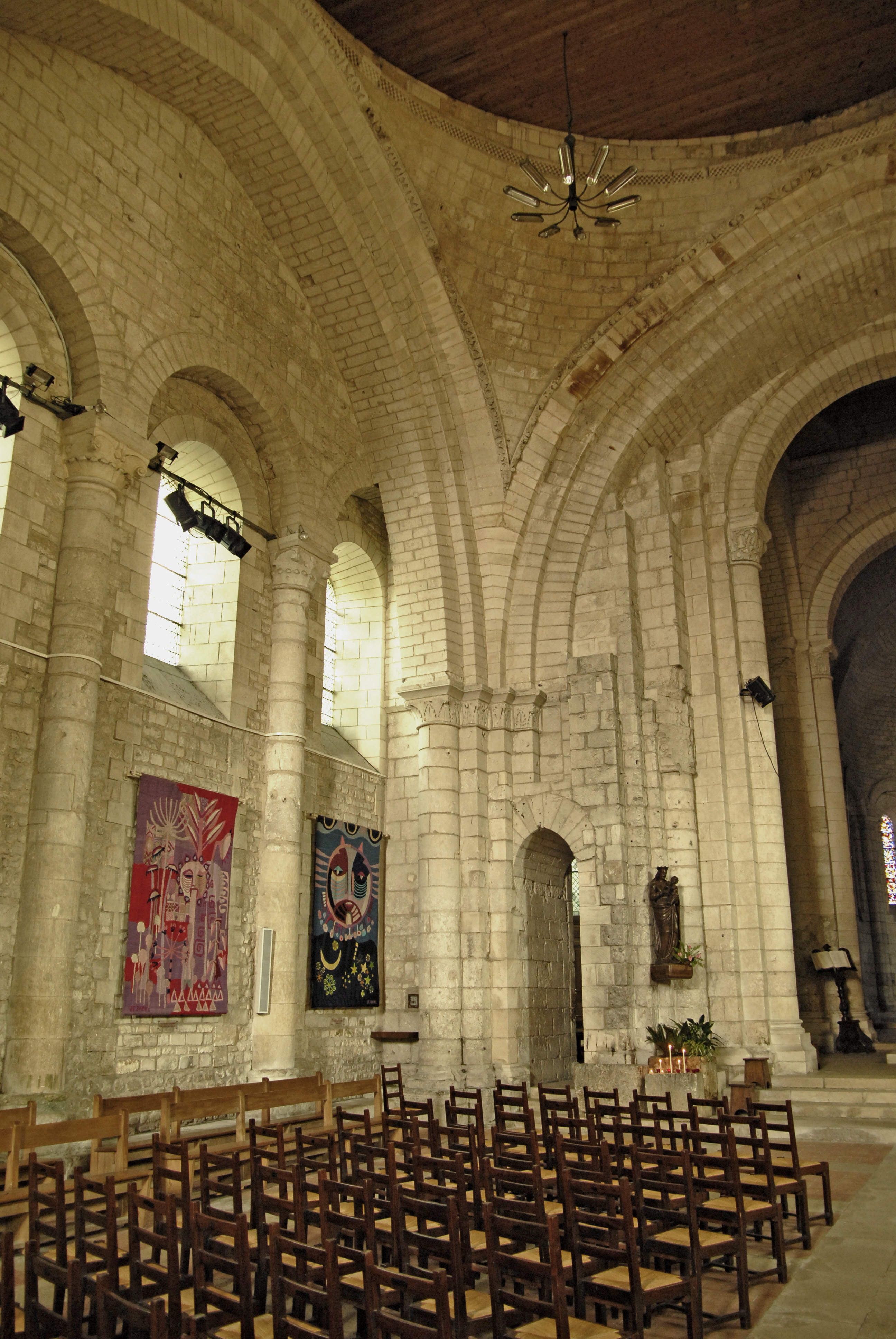
Abteikirche, Schiff, Nordseite, vordere Ecke; rechts vom Durchlass der „alte“ Vierungspfeiler und dessen Verstärkung

Auf dem ersten Turmgeschoss befindet sich ein zweites, mit zylindrischem Grundriss, das auf einem zwölfeckigen Sockel steht. Der Durchmesser dieses Geschosses ist geringfügig kleiner als die Seitenlänge des Quadrates darunter. Der Zylinder wird oberseitig von einem mehrfach profilierten Kraggesims begrenzt. Dieses wird unterstützt von zwölf halbrunden, sehr schlanken Säulen, die an ihren unteren Enden auf den zwölf Ecken des Sockels aufstehen. Zwischen den Säulen ist jeweils eine einstufige Archivolte eingebaut, ähnlich denen im Geschoss darunter, nur etwas kleiner und schlanker. Hinter den zwölf Archivolten sind noch fast schlitzartige rundbogige Zwillingsfenster angeordnet, von je drei Säulchen geteilt, mit vorstehend genannter Ausstattung.
Auf dem obersten Geschoss ist ein steinerner Turmhelm errichtet, in Form eines spitzen Kegels, mit leicht ausgebuchteter Seitenfläche, die mit einer schuppenartigen Struktur verziert ist, aber in umgekehrter Anordnung (die Schuppenbögen weisen nach oben). Form und Struktur erinnern sehr an das spitze Ende von Pinienzapfen.
Das zylindrische Geschoss wird umgeben von vier steinernen „Laternen“, die nahezu die gleiche Form aufweisen wie das Obergeschoss mit dem spitzen, ausgebuchteten und geschuppten Kegeldach, die jedoch deutlich kleiner sind. Sie stehen auf den nahezu dreieckigen Deckenflächen, die beim Übergang vom Quadrat zum Zylinder übrig geblieben sind. Der kleine Zylinder weist keine Fensteröffnungen mehr auf, sondern nur angedeutete Blindfensternischen und ein Kragprofil am Übergang von Zylinder zum Dachkegel. Er wird flankiert von vier Säulchen, deren Kegelspitzen die „Traufe“ der Laternen etwas überragen, und am oberen Ende steinerne Kugeln tragen, wie auch die Kegeldächer der Laternen.
Dieser Übergang vom Quadrat in die runde Form soll den Aufstieg zum Heil in das himmlische Jerusalem aus den Niederungen der Erde symbolisieren.

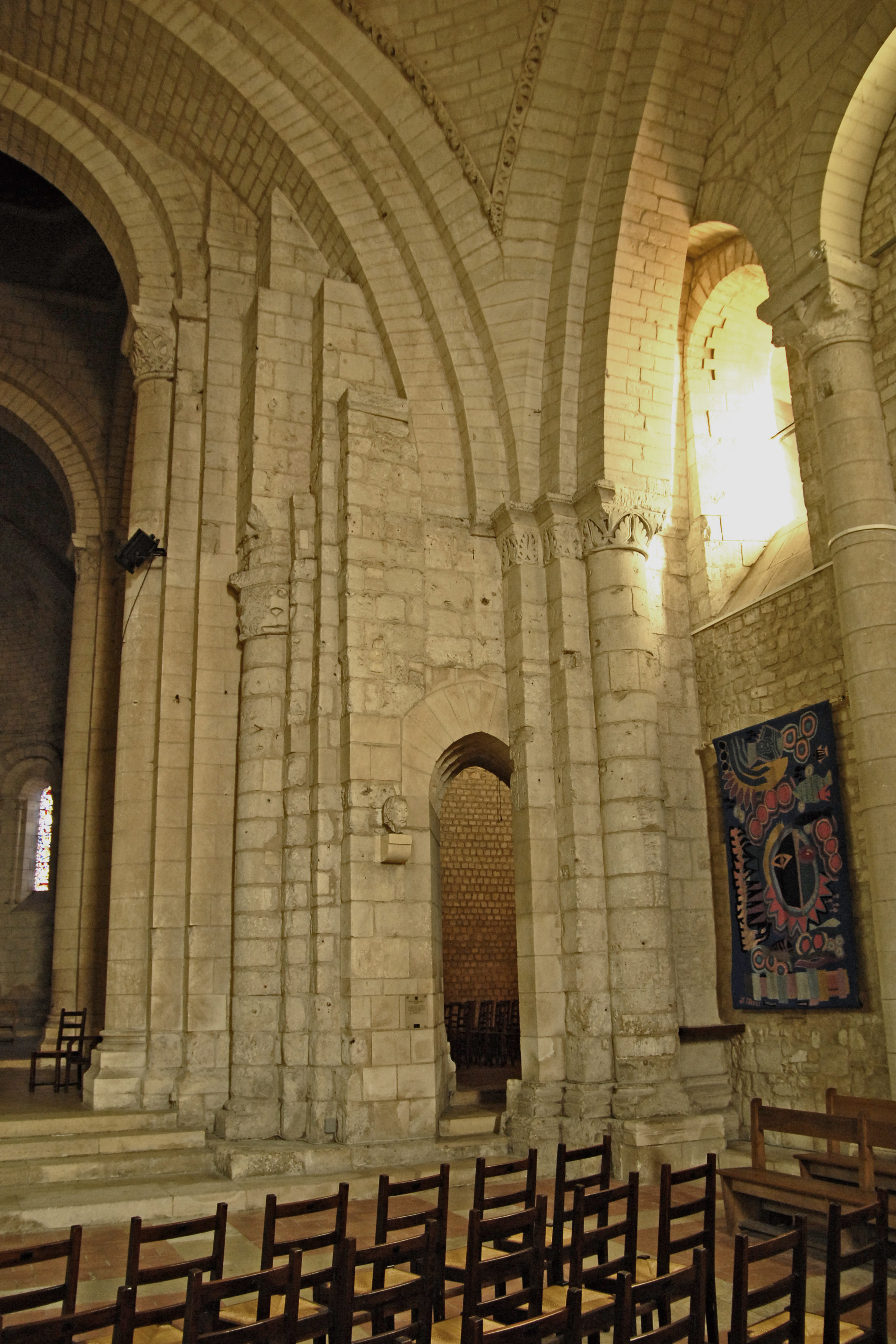
Abteikirche, Schiff, Südseite vordere Ecke; links vom Durchlass der „alte“ Vierungspfeiler mit Kapitell, und dessen Verstärkung

Der Glockenturm der Abteikirche ähnelt etwas dem der Notre-Dame-la-Grande von Poitiers.
In der Ikonografie der Kapitelle des Glockenturms finden sich Themen wie: die Seelenwägung, die Frauen am Heiligen Grab, der Phoenix als Symbol der Auferstehung, Menschen und Tiere, die sich in einem sie bedrängenden Pflanzengewirr voranstreben oder kämpfen, und vieles andere mehr. Der gewöhnliche Betrachter dieser Szenen im Mittelalter konnte die Darstellungen hoch oben am Turm gar nicht erkennen. Heute ist das mit starken Ferngläsern möglich.

#### Chor
Der Chor aus dem 12. Jahrhundert ist nicht ganz so hoch wie das Schiff und wird im Jochbereich von einem flach geneigten Satteldach überdeckt und ergänzt um ein halbes Kegeldach, über der Chorapsis. Seine Wände werden vertikal gegliedert durch Wandpfeiler und diverse teilweise doppelte halbrunde Säulen, zwischen den kleinen rundbogigen Fenstern. Im Winkel zwischen Chor und südlichem Querhausarm ist eine Spindeltreppe eingebaut, die zur Glockenstube des Vierungsturms hinaufführt. Das zylindrische Treppengehäuse ragt noch weit über die Dachflächen hinaus und ist mit einem kegelförmigen Helm abgedeckt.

### Inneres

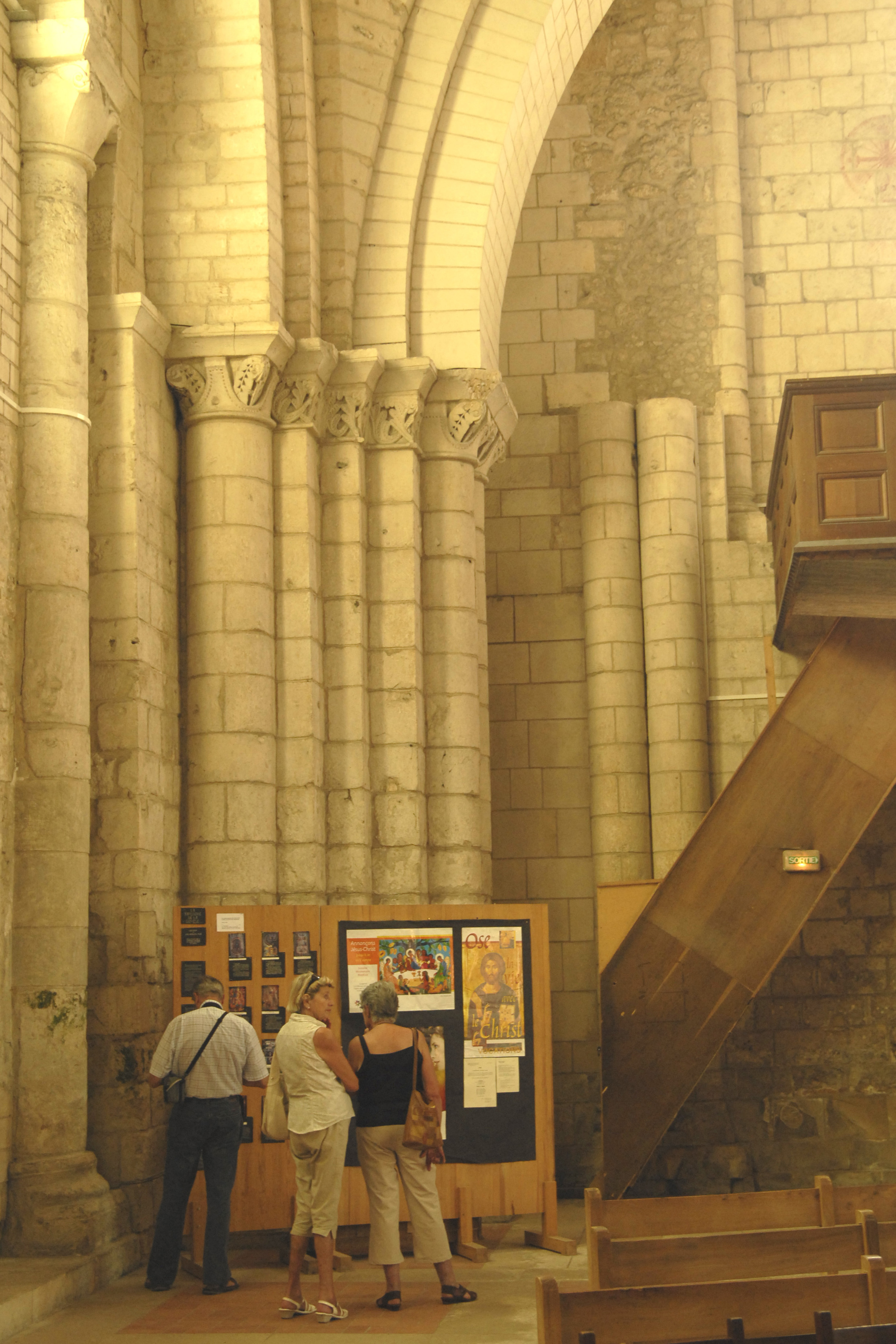
Abteikirche, Schiff, Südwestecke

#### Schiff
Das heutige Schiff hat noch dieselbe Breite wie das des 11. Jahrhunderts, die Länge musste etwas vergrößert werden, um die neue Kuppelarchitektur unterzubringen. Es besteht aus zwei Jochen aus Quadraten, inklusive ihrer lastabtragenden Bögen, die genau in die alte Breite des Schiffs hineinpassen. Die Lasten der beiden neuen Kuppeln werden über acht Pendentifs auf ihre umgebenden angespitzten, mindestens dreifach abgestuften Rundbögen und die sechs neuen massiven Pfeilerbündel in die neuen Fundamente übertragen. Hinter den wandseitigen Bögen erkennt man noch die „alte“ Blendarkatur der Längswände und deren nach innen aufgeweitete Rundbogenfenster. Die Blendarkaden aus dreiviertelrunden Diensten, schlichten Kapitellen und halbkreisförmigen Bögen verschwinden teilweise hinter den Bogenansätzen der „neuen“ Gewölbebögen. Die rundbogigen Fenster sind noch die ursprünglichen des 11. Jahrhunderts, bis auf einige, die durch die neuen Pfeilerbündel verdeckt worden sind. Leider wurden die beiden Kuppeln im 16. Jahrhundert zerstört und danach nicht wiederhergestellt. Man findet heute stattdessen zwei ebene kreisförmige Flächen vor, aus Holzbrettschalungen unter waagerechten Balkenlagen.

#### Das Querhaus mit Vierung

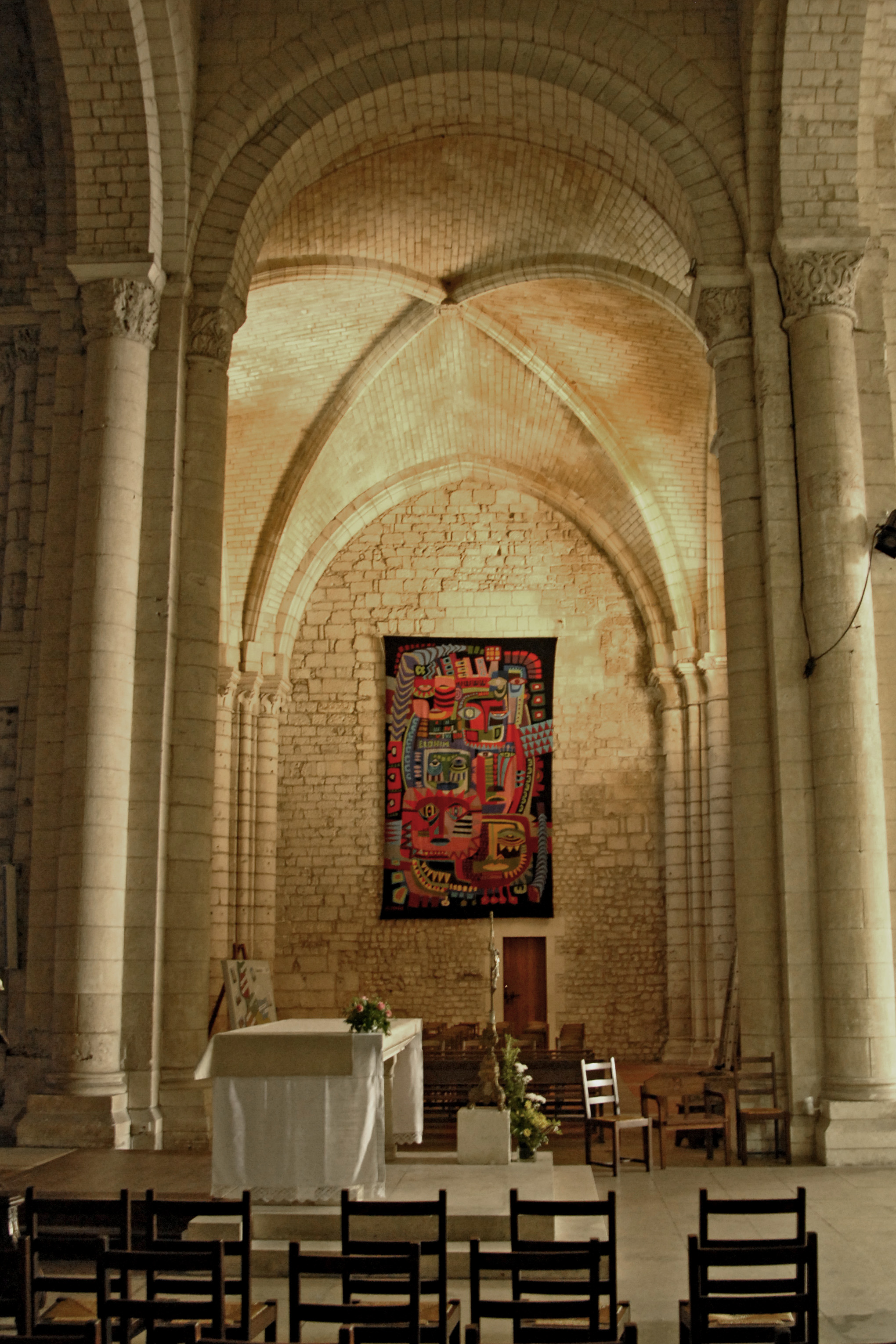
Abteikirche, südlicher Querschiffarm

Die Querhausarme besitzen Überdeckungen mit gotischen Kreuzrippengewölben des 12/13. Jahrhunderts, inklusive deren nachträglich eingezogener Pfeiler in den Raumecken. Die Fenster- und Türöffnungen sind im Abschnitt „Äußere Gestalt, Das Querhaus“ aufgeführt. Ihre Gewände sind nach innen aufgeweitet. Die „alten“ Vierungspfeiler besitzen kräftige, nachträglich nach innen hin durch Vormauerung verstärkte Pfeilerbündel. Sie tragen den quadratischen Glockenturm und die darin befindliche achteckige nicht gleichseitige Trompenkuppel, die in ihrem Scheitel eine kreisrunde Öffnung besitzt. Statt einer Querhauskapelle öffnet sich im nördlichen Querhaus in der Ostwand ein Sakristeianbau aus dem 15./16. Jahrhundert, mit zwei Jochen und gotischem Kreuzrippengewölbe.

#### Chor
Der Chor besteht aus einem tonnenüberwölbten Joch, dem sich eine halbkreisförmige Apsis anschließt, die mit einer Kalotte eingewölbt ist. Die Trennung der Gewölbeabschnitte wird von einem Gurtbogen über Wandpfeiler markiert. Die Wände des Jochs werden von drei Blendarkaden gegliedert, die aus halbkreisförmigen glatten Keilsteinbögen auf profilierten Kämpferplatten, über skulptierten Kapitellen und halbrunden Diensten bestehen. Zwischen den Bögen ergeben sich jeweils Säulenpaare. Das erste Arkadenfeld ist geschlossen, im zweiten und dritten ist je ein rundbogiges Fenster mit nach innen aufgeweiteten Gewänden ausgespart. Zwischen dem Fenster und der größeren Arkade ist eine kleinere Arkade eingestellt, aus einem Keilsteinbogen auf Rundsäulchen und Kapitellen, die in Gewänderückversätzen stehen. Die gerundete Apsiswand ist mit fünf Arkaden und Fenstern gestaltet, die denen des Jochs entsprechen.

### Fassade

#### Gliederung
Trotz der Beschädigungen der Fassade in den Religionskriegen und in der Revolution, wird sie noch immer zu denen mit dem reichsten Skulpturenschmuck des Landes gerechnet. Sie wird nach Saintonge-Art horizontal in zwei gleich hohe Geschosse geteilt und darüber mit einem Giebel gekrönt. Die beiden Geschosse werden vertikal in drei Abschnitte geteilt, im Verhältnis von 1 zu 1,7 zu 1.

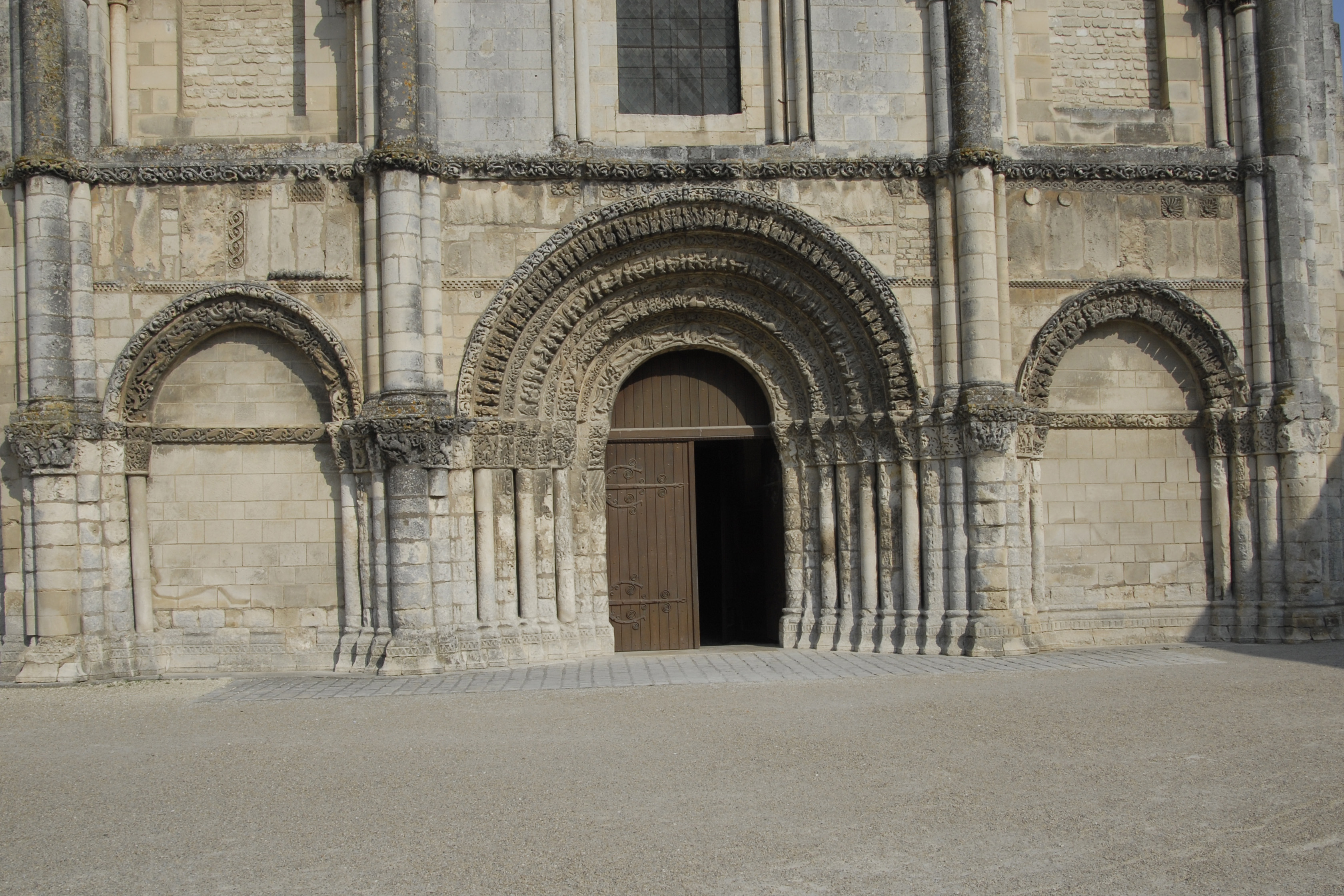
Abteikirche, Erdgeschoss der Fassade

Im Zentrum des Erdgeschosses und das Mittelfeld fast gänzlich füllend, ist das achtbogige Archivolten-Hauptportal untergebracht. In den schmaleren Seitenfeldern befinden sich zweistufige Archivolten-Blindportale, deren Kämpfer in derselben Höhe anschließen wie die Kämpfer des Hauptportals. Der Scheitel der Bögen der Blindportale reichen nur bis in die halbe Höhe des äußeren Archivoltenbogens des Hauptportals.

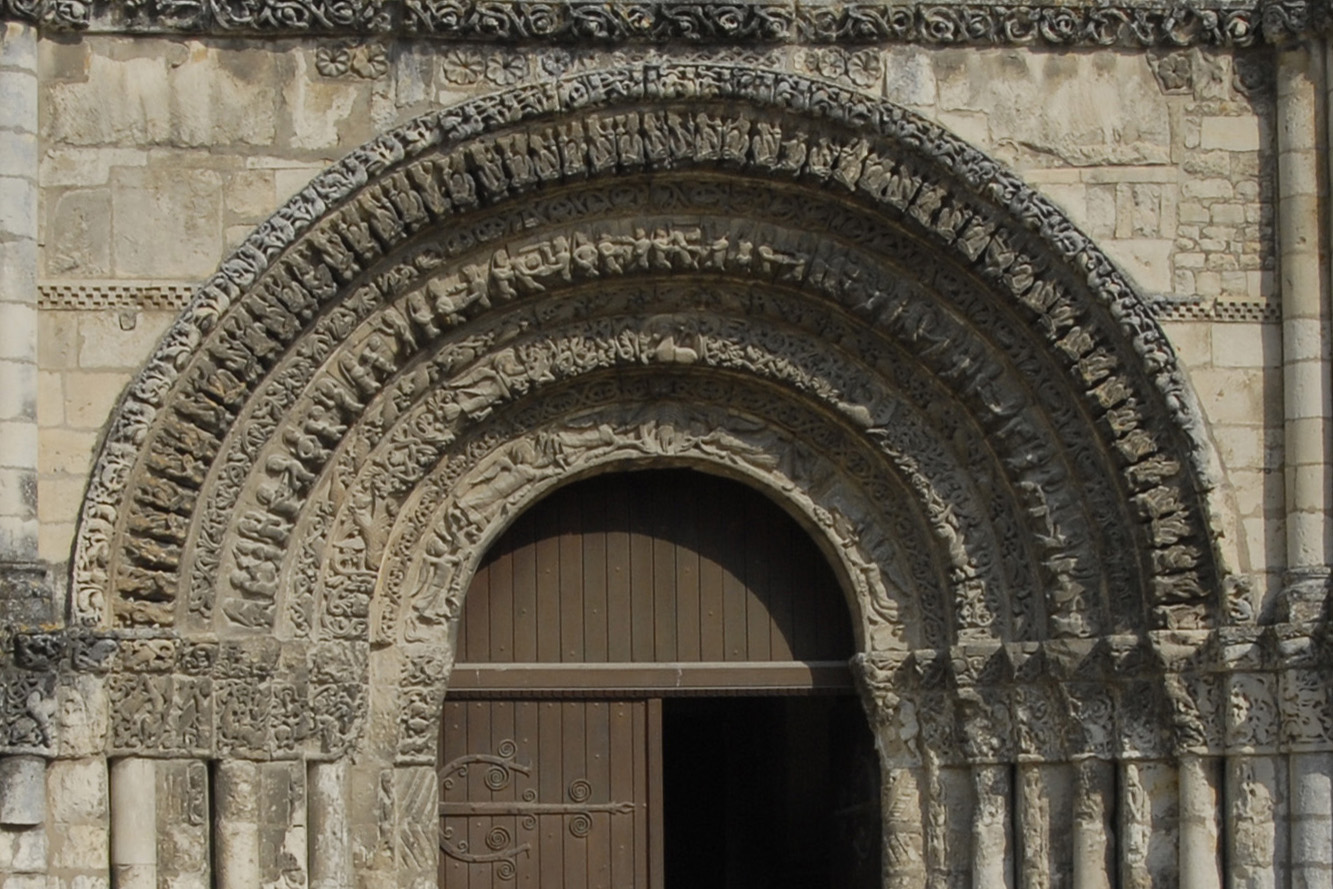
Abteikirche, Archivoltenhauptportal

Im Zentrum des zweiten Geschosses gibt es einen großen Archivoltenbogen, in Breite des Mittelfeldes. Sein Scheitel reicht bis knapp unter das Gesimsband, über dem sich der Giebel erhebt. Inmitten des großen Bogenfelds ist ein großes zweistufiges Archivoltenfenster untergebracht.
In den beiden Seitenfeldern ist je ein zweistufiges Archivolte-Blindfenster eingebaut, dessen Scheitelhöhe bis zur halben Höhe des großen Archivoltenbogens reicht.
Das Giebelfeld beginnt über dem Gesimsband des zweiten Geschosses und ragt zunächst etwa zwei Meter hoch auf, von den Säulen auf den Fassadenseiten begrenzt. Darüber steigen die Ortgänge in Neigung des dahinter befindlichen Satteldachs auf.

#### Ornamentik und figurale Plastik
Die Geschossteilung übernimmt ein breites Band aus üppigen, tiefgründigen, pflanzlichen Ranken, das über alle Pfeiler und deren Begleiter und auf der linken Fassadenseite um deren Ecke herumgeführt ist. Auf der rechten Fassadenecke wurde das Band stückweise entfernt. Das zweite Geschoss wird vom Giebelfeld getrennt durch ein schmales Kraggesims, unter dem ein geometrisch verziertes Band verläuft. Das Gesims verläuft über die rechteckigen Kämpfer der fassadenteilenden Pfeiler hinweg und stößt gegen die Pfeiler an den Fassadenseiten.

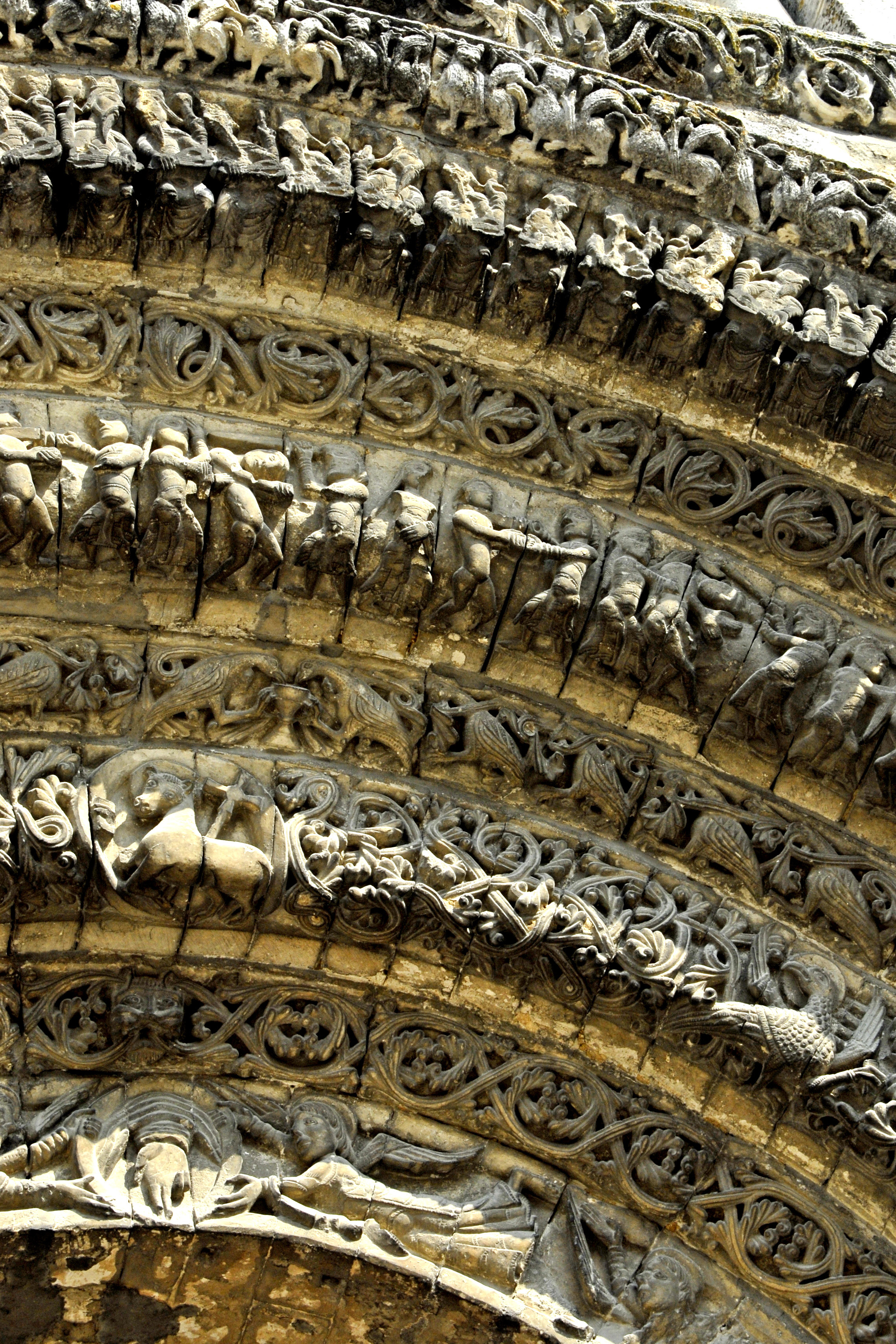
Abteikirche, Archivolten Hauptportal, Scheitel

Die Vertikalteilung übernehmen zwei dreiviertelrunde Säulen, deren Querschnitt von unten nach oben abnimmt. In Höhe der Portalkämpfer sind die Säulen jeweils mit einem ebensolchen Kämpfer versehen, darunter gibt es ein figural skulptiertes Kapitell und darüber eine profilierte Basis auf einer Plinthe. Die oberen Enden der Säulen werden abgeschlossen mit einem skulptierten Kapitell, einem Kämpfer aus dem Gesimsband und einem oberseitig abgeschrägten „Pultdach“.
Kurz vor den Fassadenecken stehen halbrunde Säulen, in nahezu gleicher Form wie die die Fassade teilenden. Sie werden allerdings am oberen Ende nicht von Kapitellen abgeschlossen, sondern reichen noch weiter hoch, bis knapp unter die Ortgänge des Giebelfeldes. Diese Säulen werden außenseitig in ganzer Höhe von sehr schlanken Rundsäulen begleitet.
Im Zentrum geleitet das vierfach in Stufen zurückspringende Archivoltenportal den Besucher in das Gotteshaus. Vier breite gestufte Archivoltenbögen, auf Stirn- und Innenseiten skulptiert, wechseln mit schmalen nicht gestuften Bögen ab. Beide Bogenarten weisen sowohl ornamentale wie auch figurale Skulptur auf. Die breiten gestuften Bögen stehen auf Rundstützen, die schmalen Bögen auf rechtwinkligen Mauerecken der Rückversätze der Wand, die noch Reste von Ornamenten besitzen. Die inneren Stützen weisen leicht gedrehte Kannelierungen auf, von Stein zu Stein abwechselnd links und rechts drehend. Die auf jeder Portalseite insgesamt acht Säulen und Mauerecken sind alle ausgerüstet mit dem „vollen Programm“, und zwar jeweils mit einem figürlich skulptierten Kapitell, einem rechtwinkligen Kämpfer, mit skulptierten Sichtkanten, und mit profilierten Basen, die auf hohen quadratischen, mehrfach profilierten Sockeln stehen. Hinzu kommt jeweils noch eine zusätzliche komplett bestückte Rundsäule unmittelbar neben den die Fassade teilenden Säulen, die bis zum großen Archivoltenbogen im zweiten Geschoss reicht.

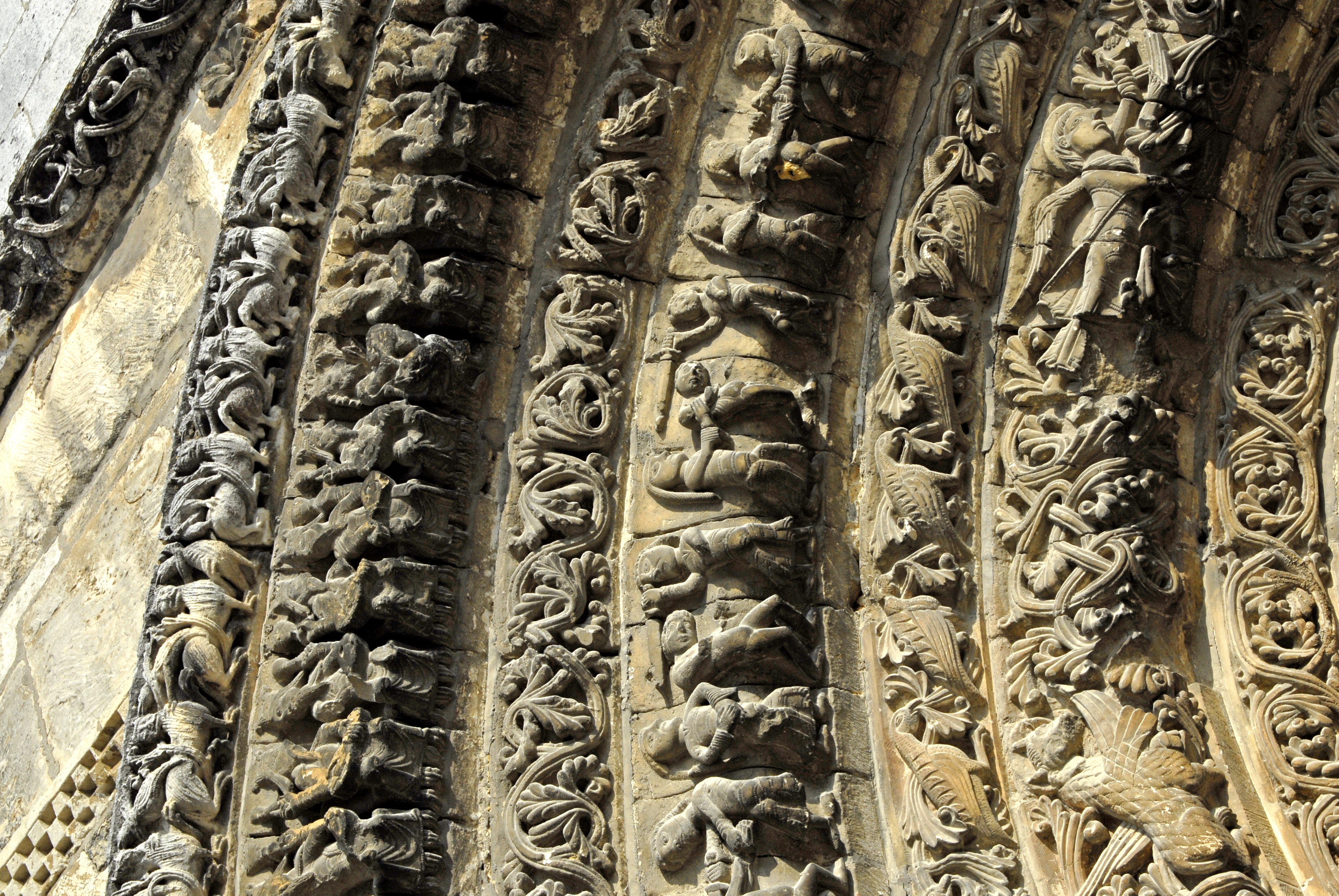
Abteikirche, Archivoltenbögen Hauptportal. links außen
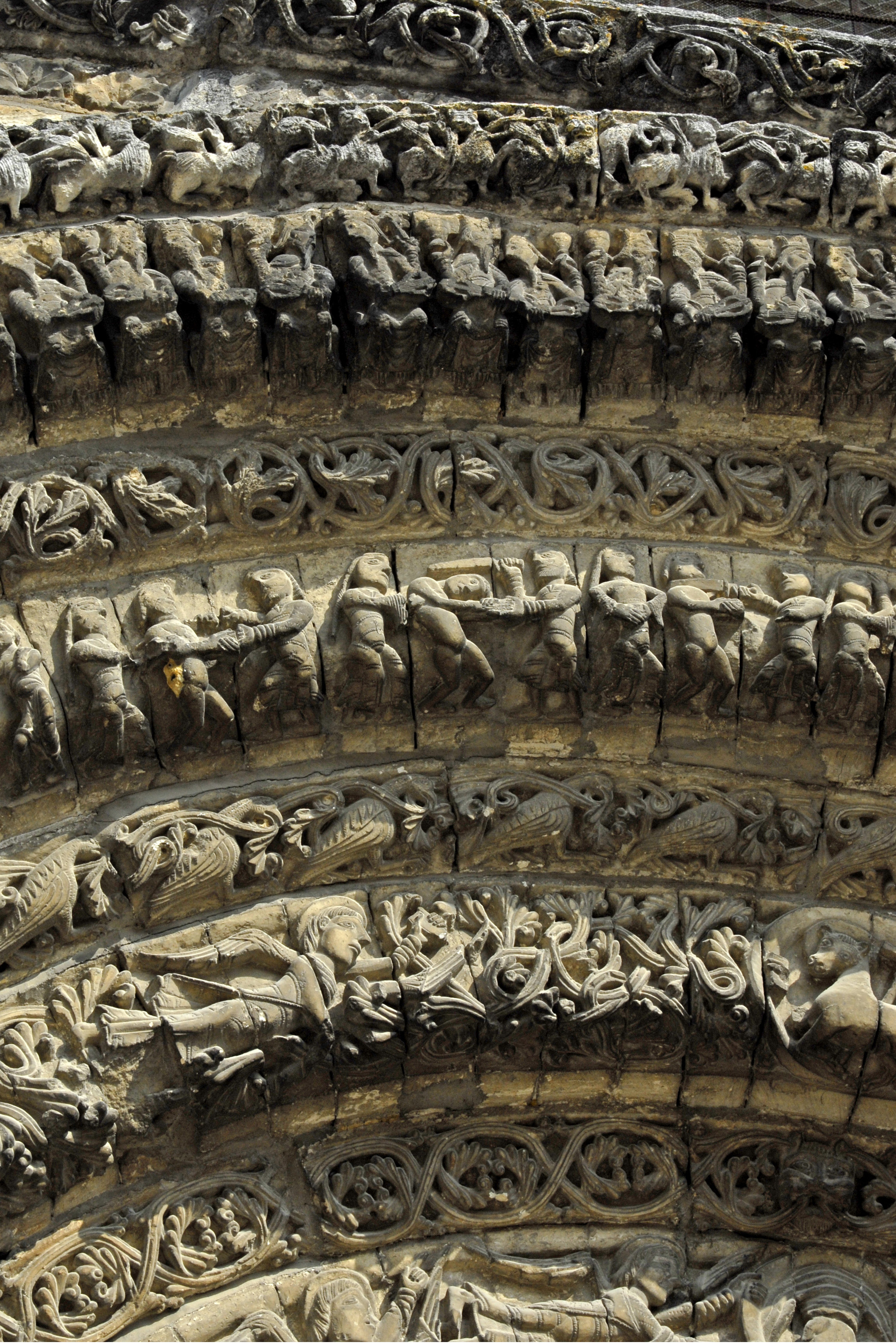
Abteikirche, Archivoltenbögen Hauptportal. oben links
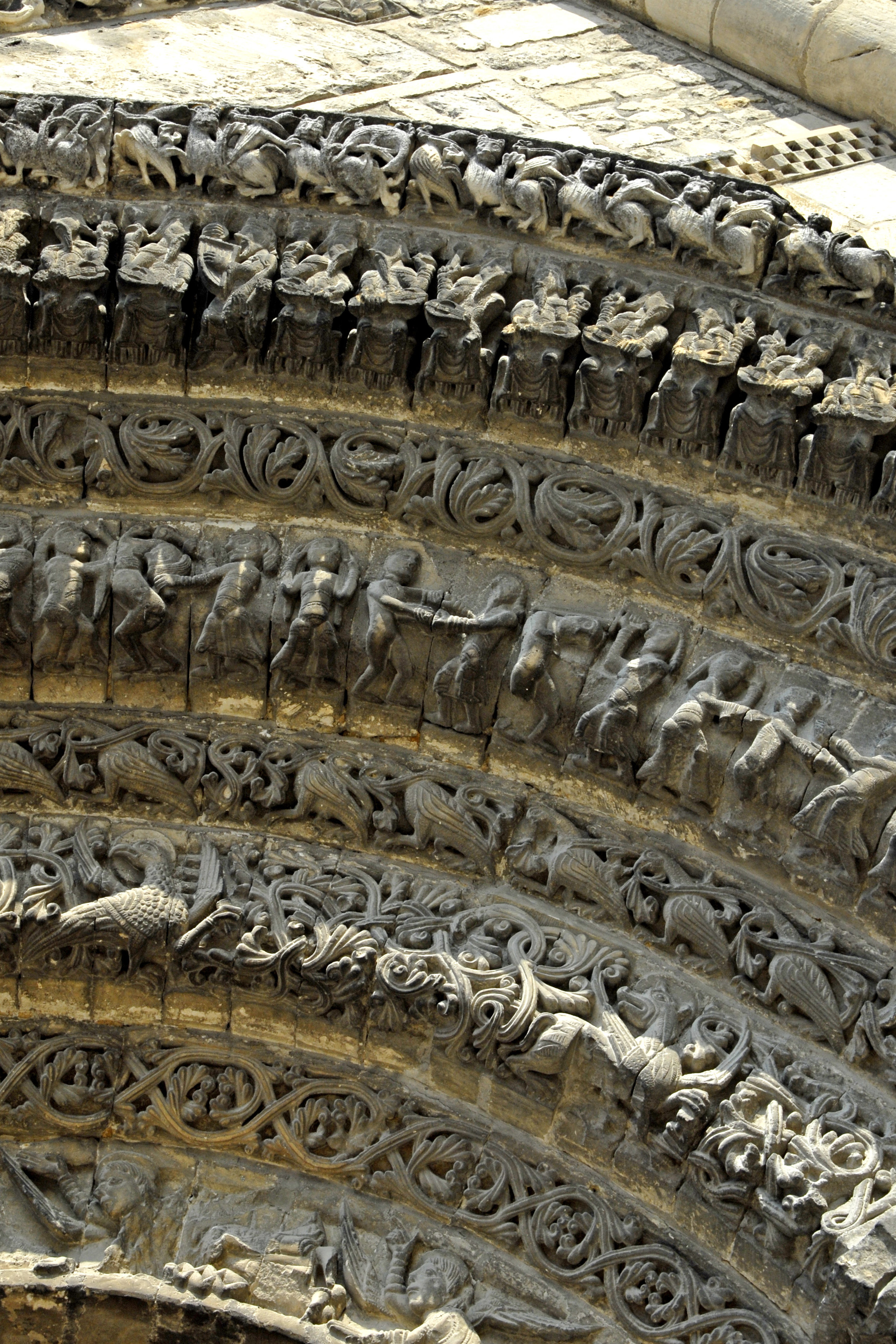
Abteikirche, Archivoltenbögen Hauptportal. halbrechts
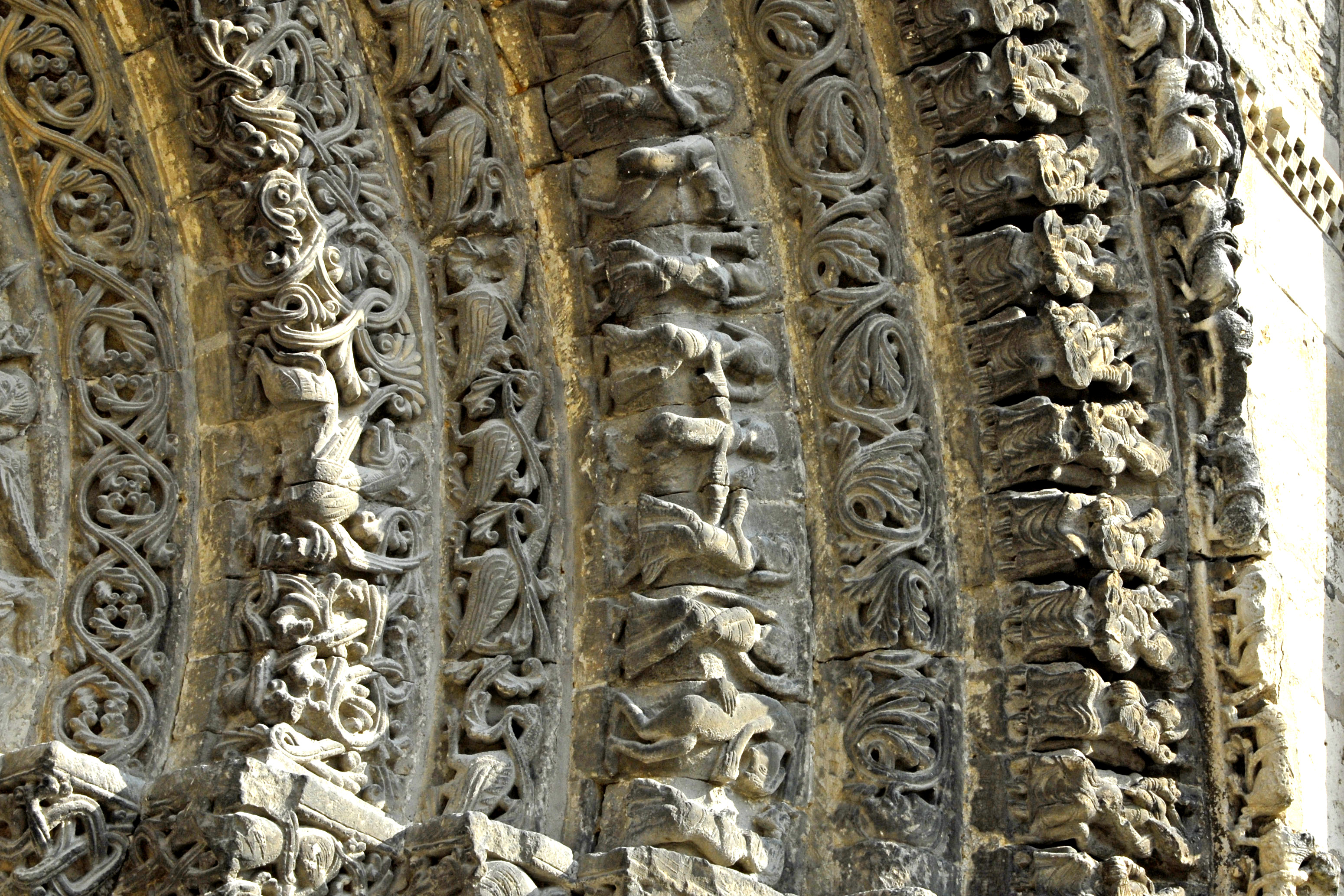
Abteikirche, Archivoltenbögen Hauptportal. rechts außen

Die Ikonographie der Archivoltenbögen (von innen nach außen gezählt) und der Kapitelle:
- Breiter Bogen Nr. 1 (gestuft, nur Stirnseite geschmückt): Sechs lang gestreckte tangential angeordnete Engel mit breit ausgestreckten Flügeln streben empor. Die beiden oberen tragen genau im Bogenscheitel ein Medaillon in Form einer flachen kreisrunden Schale. In ihrer Mitte ragt aus Gewandfalten nach unten weisend die Hand Gottes, mit der Innenfläche zum Betrachter weisend und mit ausgesteckten Zeige- und Mittelfinger, ein Segensgestus dem Eintretenden gegenüber.

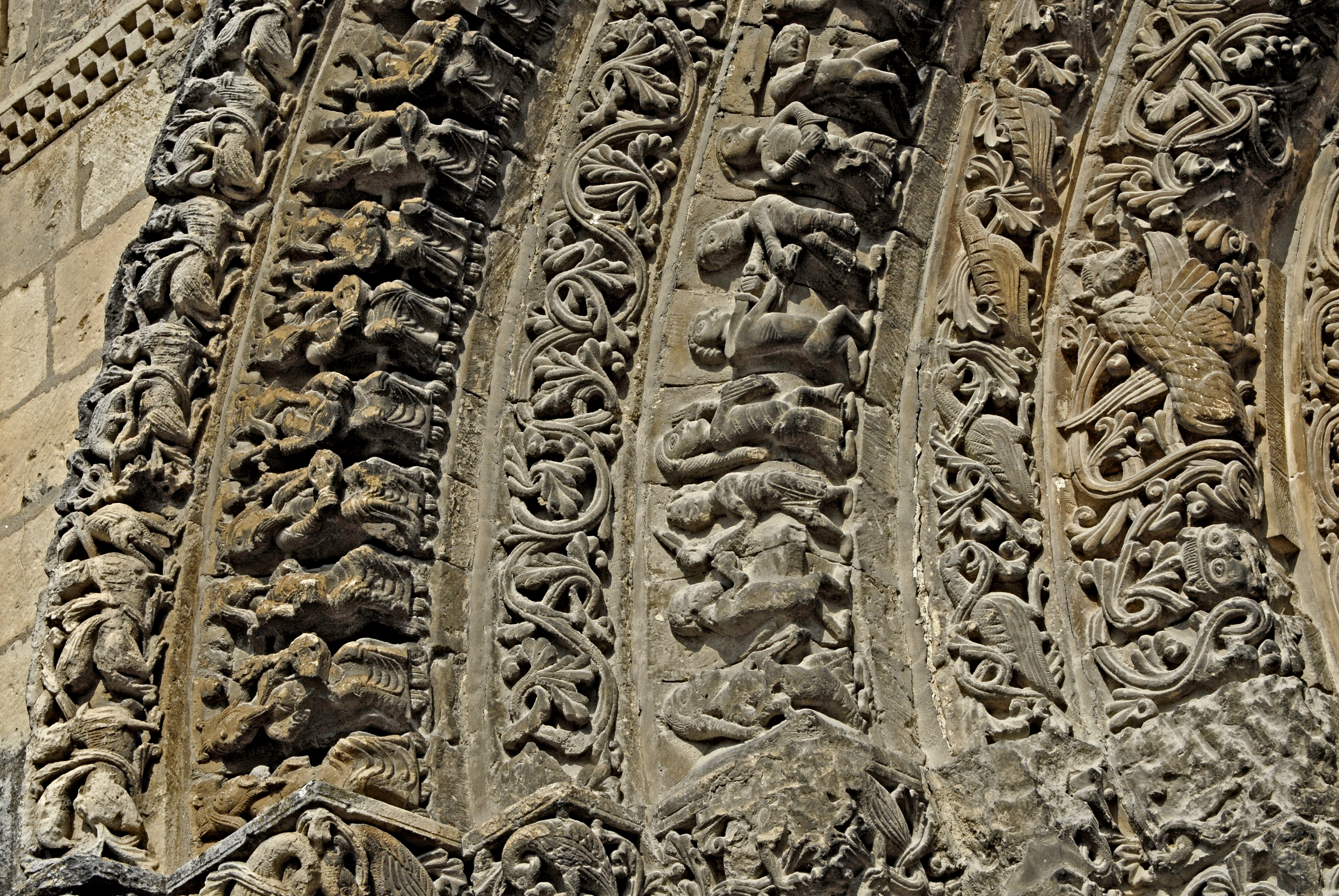
Abteikirche, Archivolten Hauptportal, links außen

- Schmaler Bogen Nr. 2 (nicht gestuft): Aus dem weit geöffneten Maul eines Monstergesichts im Bogenscheitel wachsen Pflanzenranken mit Blättern und Früchten (?) nach links und rechts, die sich in Form von hintereinander gereihten Achten bis zu den unteren Bogenenden winden.

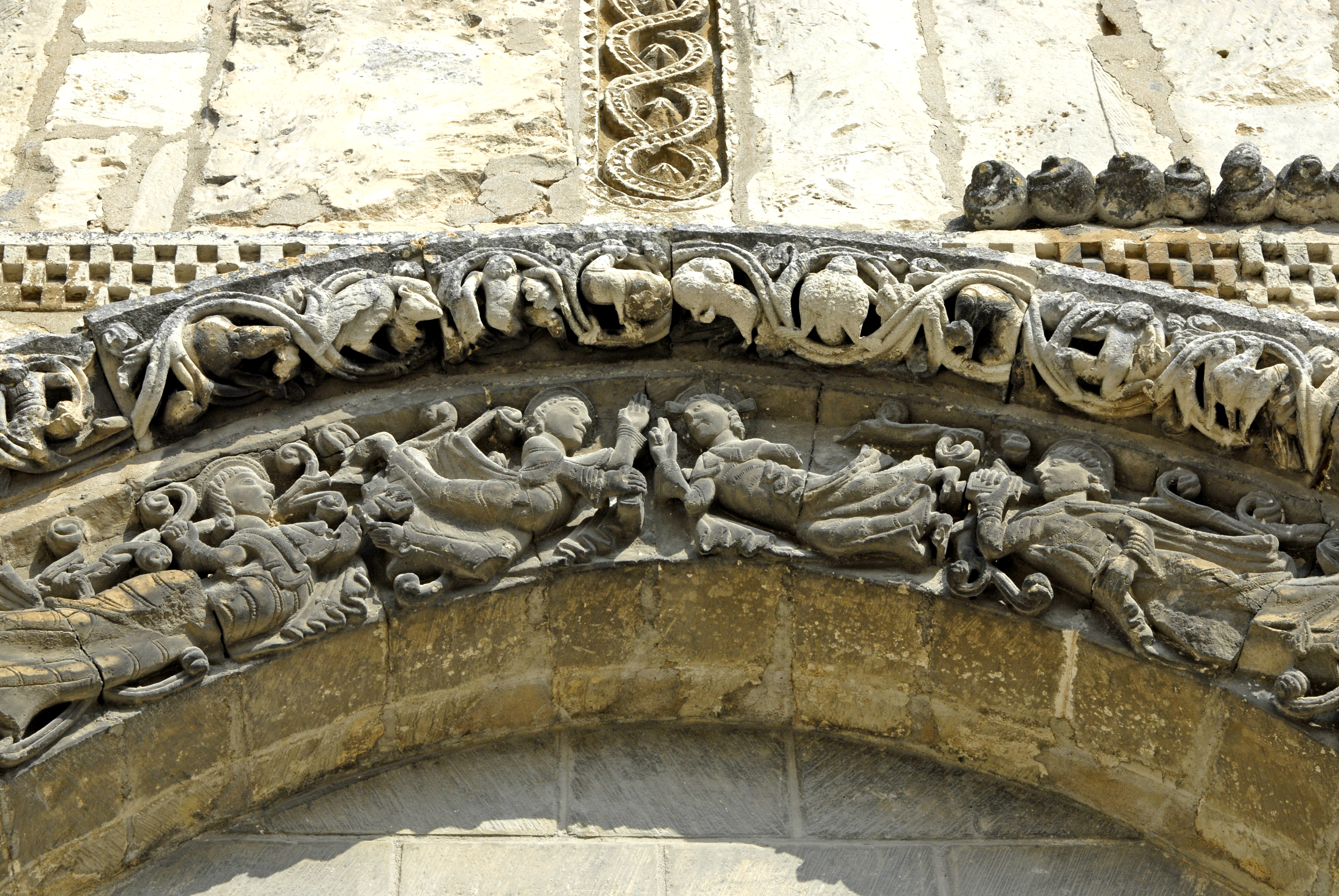
Abteikirche, Archivolten linkes Scheinportal

- Breiter Bogen Nr. 3 (gestuft, beide Seiten ornamentiert): Auf ihm gibt es fünf figurale Skulpturen, zwischen denen sehr üppig und dicht ein Gewirr von Pflanzenranken, Blättern und Trauben dargestellt ist. Im Bogenscheitel befindet sich wieder in einer ovalen Schale das Lamm Gottes, mit einem Nimbus hinter seinem Kopf und einem Tatzenkreuz auf einer langen Stange hinter seinem Rücken. Das „Gesicht“ des Lamms ist frontal zum Betrachter hin gewendet, und perspektivisch verzerrt dargestellt. Man denkt im ersten Moment an den Körper eines Pferdes. Halblinks von ihm strebt eine menschliche Gestalt mit Nimbus und ausgesteckten Flügeln der Mitte entgegen. Sie trägt eine Schultertasche und ein Buch. Diese Skulptur soll nicht einen Engel darstellen, sondern ist Symbol für den Evangelisten Matthäus. Links unten erkennt man an seinen Hörnern einen Stier, mit Nimbus, Federkleid und Flügeln. Der geflügelte Stier steht für den Evangelisten Lukas. Halbrechts der Mitte ist ein Greifvogel mit Nimbus und einem Buch in den Krallen dargestellt. Der Adler ist ein Symbol für den Evangelisten Johannes. Rechts unten meint man zunächst ein geflügeltes Pferd mit einem Nimbus zu erkennen. Bei genauerem Hinsehen zeigt das Tier Vorderfüße mit Krallen. Es kann sich nur um einen geflügelten Löwen handeln, der für den Evangelisten Markus steht.
- Schmaler Bogen Nr. 4 (nicht gestuft): Auf diesem Bogen schlagen sich über zwanzig taubenähnliche Vögel durch ein Gewirr pflanzlicher Ranken und Blätter. Dabei zupfen sie an den Ranken mit den Schnäbeln. Die beiden Vögel im Bogenscheitel sind am Ziel angekommen. Sie trinken gemeinsam aus einem Messkelch. Die Vögel stehen in der Ikonographie der darstellenden Kunst des Mittelalters häufig für die Seelen der Gläubigen.

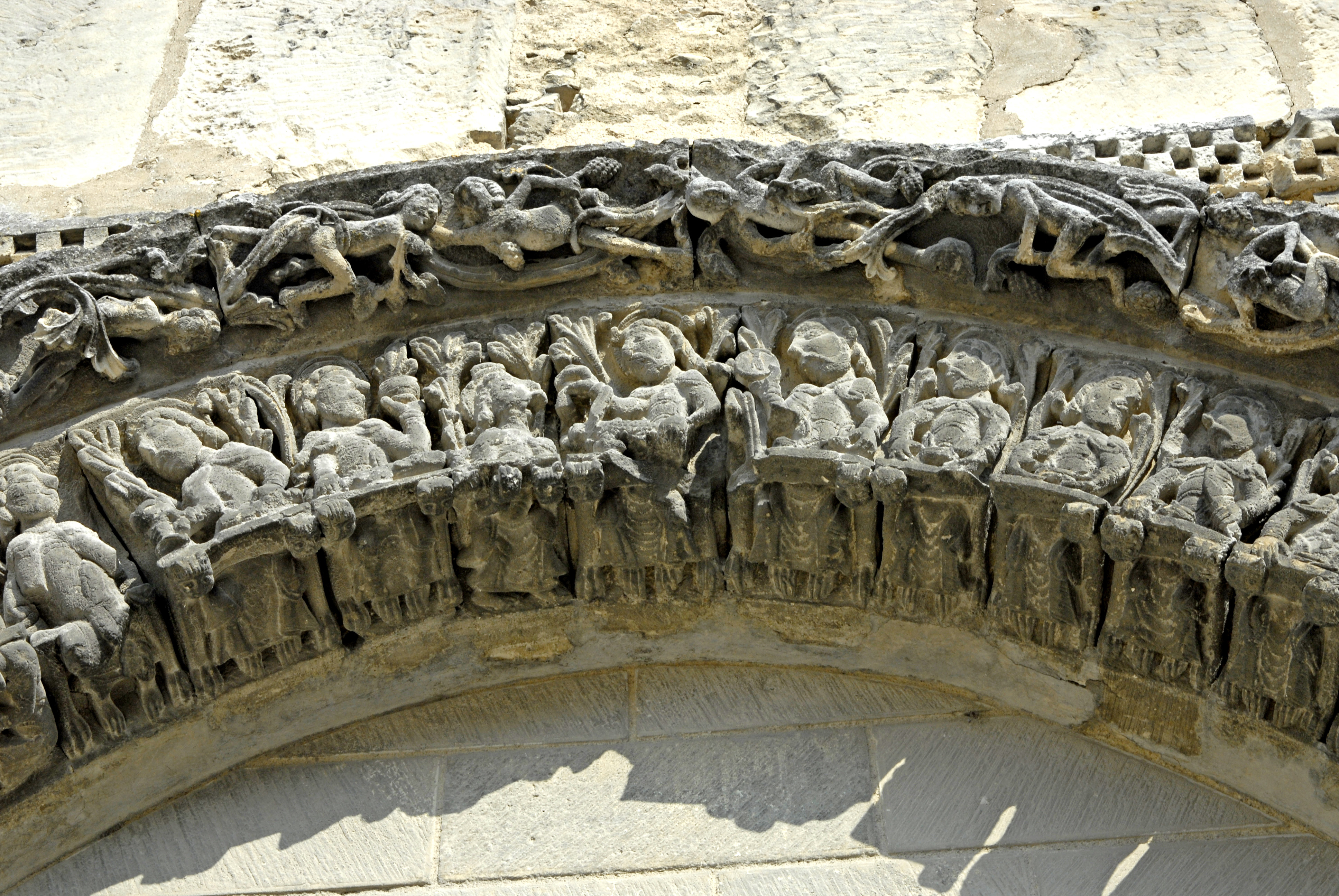
Abteikirche, Archivolten rechtes Scheinportal

- Breiter Bogen Nr. 5 (gestuft und beide Seiten ineinander übergehend ornamentiert): Auf dem Bogen sind ausschließlich blutrünstige Szenen in radialer Anordnung lebensecht dargestellt, an denen fast fünfzig Personen teilnehmen. Man erkennt überwiegend Gruppen aus drei Personen, die äußeren sind bekleidet und die dazwischen unbekleidet. Die linke Person hält die nackte, meist auch kleinere offensichtlich fest, während die rechte in unterschiedlichen Stellungen die Hiebwaffe, meist ein Schwert, in einer Szene eine Streitaxt, niedersausen lässt. Einige Schwerter befinden sich noch waagerecht über dem Kopf des Delinquenten, andere in Höhe seines Halses. In einem Fall hält der Mörder bereits den abgeschlagenen Kopf in der anderen Hand. Wir haben es hier mit einer anschaulichen Darstellung des Massakers an den Kindern von Bethlehem zu tun. Zwischendurch gibt es auch einige Frauengestalten, vermutlich die Mütter der Kinder.
- Schmaler Bogen Nr. 6 (nicht gestuft): Auf diesem Bogen sind wieder harmonische pflanzliche Ranken mit Akanthusblättern in tiefgründiger Skulptur dargestellt, die sich über den ganzen Bogen wiederholen.

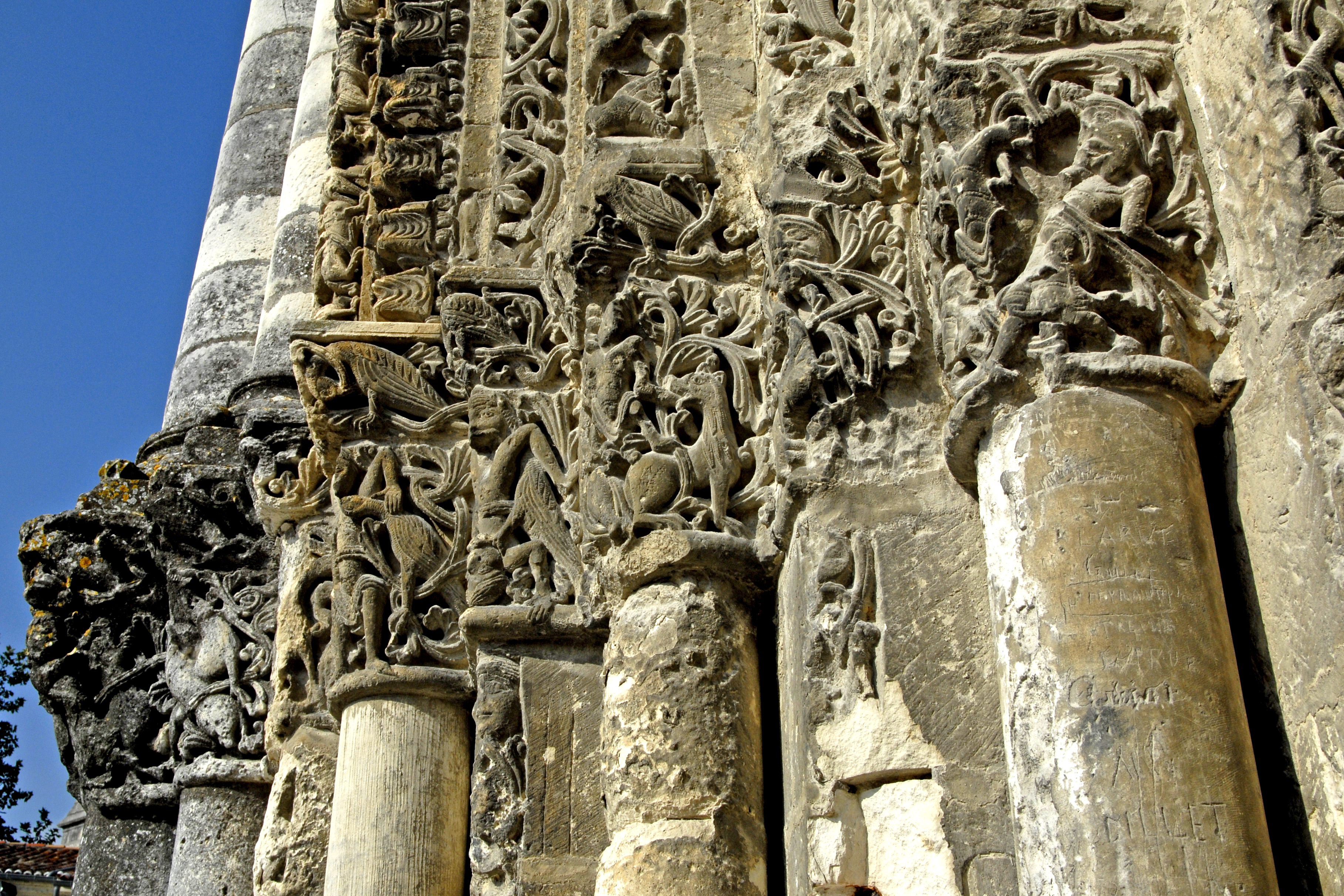
Abteikirche, Kapitelle Hauptportal, links außen

- Breiter Bogen Nr. 7 (gestuft, und beide Seiten ineinander übergehend ornamentiert): Auf ihm handelt es sich eher um eine statische Szenerie. Hier sitzen 54 männliche ältere und weise Personen auf hochlehnigen Stühlen oder Thronen in radialer Anordnung. Ihre Knie befinden sich exakt auf der Bogenkante, während ihre Unterschenkel und die fußlangen Gewandfalten auf der Bogeninnenseite abgebildet sind. Die Personen sind alle untereinander unterschiedlich dargestellt. Sie tun allerdings alle das gleiche. Ihre lächelnden Gesichter wenden sich paarweise zueinander, in Gespräche vertieft, von Langhaarfrisuren und brustlangen Bärten eingerahmt. Mit einer Hand halten sie eine Laute, meist über den Knien. Mit der anderen erheben sie einen Kelch über ihre Köpfe. Sie sprechen sich vermutlich gegenseitig ein Wohlergehen aus. Eine fröhliche Runde. Die Herren werden gedeutet als die Könige der Apokalypse. Entgegen den biblischen Texten hat man hier allerdings aus 24 mehr als die doppelte Anzahl von Königen gemacht. Auch bei anderen Fassadenskulpturen der Region und aus dieser Zeit sind solche Ungenauigkeiten bekannt, wie zum Beispiel beim Südportal von Aulnay und bei der Dorfkirche von Avy.

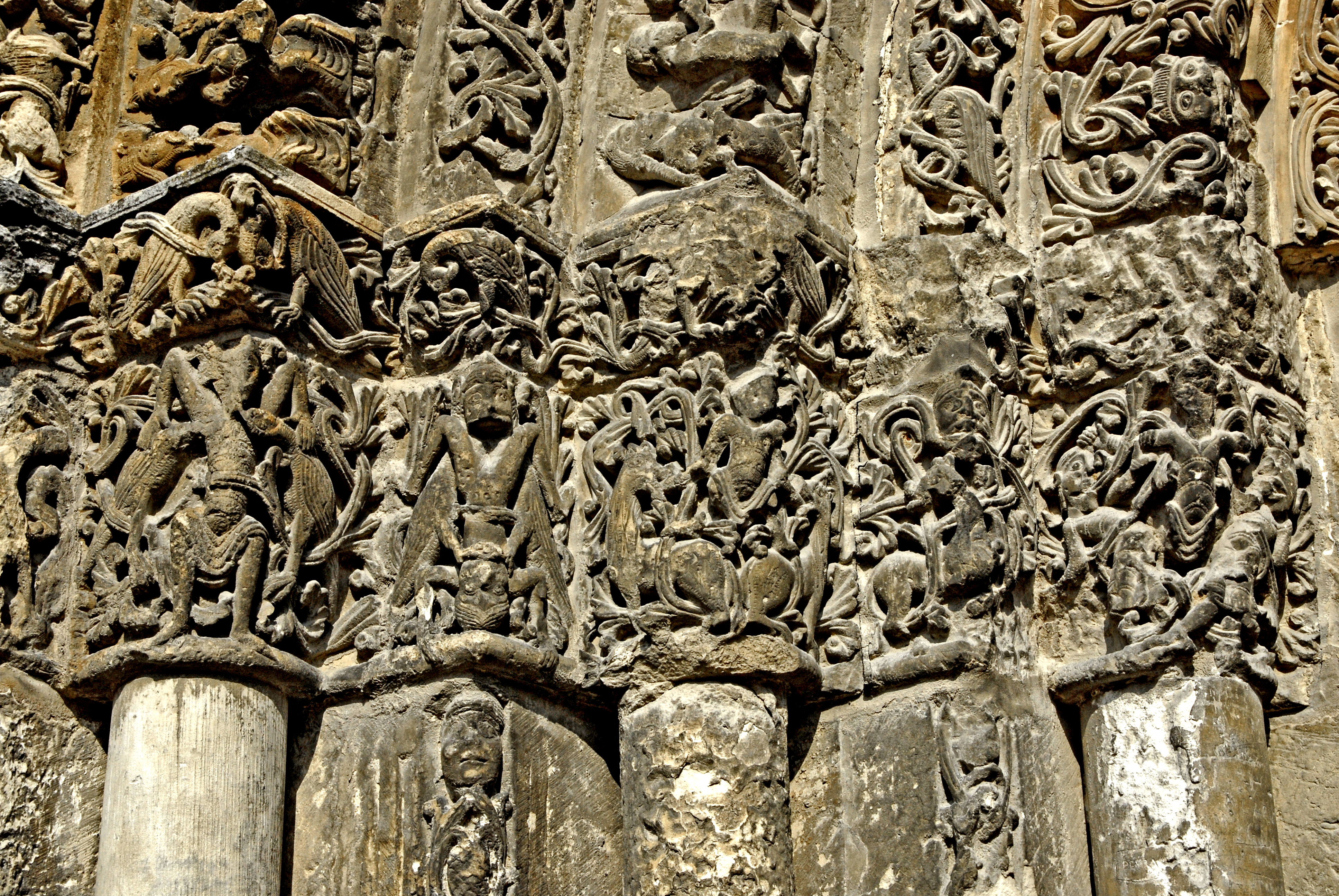
Abteikirche, Kapitelle Hauptportal, links

- Schmaler Bogen Nr. 8 (nicht gestuft, aber gegenüber dem vorherigen deutlich auskragend): Der letzte und äußerste Bogen besteht nicht aus rein pflanzlichem Rankenwerk, wie vielfältig angenommen wird. Die tierische Skulptur besitzt hier die Oberhand. Man erkennt vierbeinige Tiere mit Krallen, Mähnen und katzenartigen Köpfen, die der Mitte zustreben. Es dürfte sich um Löwen handeln, welche die damaligen Steinmetze nur aus der Erzählung oder von anderen Darstellungen kannten. Teils auf ihnen, oder auch neben ihnen hocken Vögel, die versuchen, die Löwen mit ihren Schnäbeln zu beißen. Die vielen Tiere werden von Pflanzen umrankt. Vielleicht sind hierbei die guten Seelen der Gläubigen (Vögel) gemeint, die sich gegen die Bösen (Raubtiere) durchsetzen müssen.

Die Kapitelle des Archivolten-Hauptportals besitzen ein verwirrendes Rankenwerk, in dem allerhand figurale Skulpturen hängen geblieben sind oder sich verstecken. Ein häufiges Motiv ist hier die auf dem Kopf oder den Händen stehende Menschengestalt, mit gespreizten Beinen, zwischen denen ein Monsterkopf herausragt. Des Weiteren entdeckt man häufig Vögel und verrenkte Menschengestalten, die sich gegen Monster und allerlei höllisches Getier zur Wehr setzen müssen. Überall wachsen Ranken, zum Teil aus Mündern von Monstern.
Das linke Archivoltenblindportal besitzt einen inneren leicht angespitzten Bogen, der auf der Stirnseite in tangentialer Anordnung mit sechs figuralen Skulpturen dekoriert ist, die zum Bogenscheitel hin streben. Es handelt sich um Christus, rechts der Mitte, erkennbar am Kreuznimbus, und fünf seiner Apostel, mit Nimbus, von denen jeder ein Buch in einer Hand hält. Ein zweiter, jedoch schmaler Bogen umschließt den ersten und enthält in einem Rankengewirr kleine Skulpturen von menschlichen und tierischen Gestalten. In Höhe der Kämpfer wird das innere Feld des Blindportals mit einem Band dekoriert, auf dem Vögel innerhalb von Pflanzenranken dargestellt sind. Die Themen der Kapitelle weisen große Ähnlichkeiten mit denen des Hauptportals auf.
Das rechte Archivoltenblindportal weist wieder einen inneren leicht angespitzten Bogen auf, auf dem das Abendmahl dargestellt sein soll. An ihm nehmen 24 radial angeordnete Personen teil. Alle sitzen auf Stühlen, ähnlich wie bei den apokalyptischen Königen, mit den Unterschenkeln auf der Bogenunterseite. Zwölf von ihnen, inklusive Christus, weisen über ihren Knien unmittelbar auf den Armlehnen der Stühle angebrachte Bohlen auf, die einen Tisch andeuten. Man kann Christus am Kreuznimbus identifizieren. Er reicht Judas das Brot. Die teilnehmenden Personen weisen hinter ihren Köpfen ebenfalls Nimben auf. Wie beim linken Scheinportal gibt es auch hier einen zweiten Bogen, der mit figuraler Plastik dekoriert ist. In einem Rankengewirr haben sich unbekleidete menschliche Gestalten verheddert, die versuchen, ihm zu entkommen. In Höhe der Kämpfer wird das innere Feld des Blindportals mit einem Band dekoriert, auf dem vierbeinige Tiere, vermutlich Pferde, innerhalb von Pflanzenranken dargestellt sind. Die Themen der Kapitelle weisen große Ähnlichkeiten mit denen des Hauptportals auf.
Thorsten Droste (siehe Quellen) erläuterte die Ikonografie der Fassade zusammenfassend: „Trotz der scheinbar unzusammenhängenden Konstellation der einzelnen Bildthemen wird ein übergeordneter Gedanke erkennbar. Die Unschuldigen, dargestellt in den bethlehemischen Kindern, und die Gläubigen, symbolisiert in den Vögeln, werden laut göttlichen Ratschluss, für den die apokalyptischen Könige stehen, durch Christus (=Agnus Dei) erlöst. Die Qual der Verdammten dagegen spiegelt sich in einer auch rein räumlich gesehen „niederen“ Sphäre, nämlich an den Kapitellen ab. Verstrickt in die Ranken verschlungener Pflanzen, werden sie von Teufeln und allerlei höllischem Getier gepeinigt.“
Im Erdgeschoss gibt es über und seitlich der äußeren Archivolten freie Flächen, von denen man annehmen kann, dass sie zumindest teilweise einmal dekoriert gewesen sein müssten. Es geht dabei um einen breiten Streifen, der durch das geschossteilende dekorative Band und ein noch teilweise erhaltenes schmäleres Dekorband in Höhe der Scheitel der äußeren Blendarkadenbögen begrenzt wird. Dort gibt es eine Menge von Abweichungen vom sonst üblichen Mauerwerksbild. Man sieht vor allem hoch gestellte längliche Steinformate und Überbleibsel von dekorativen Mustern und Rosetten. Einige kreisrunde Scheiben könnten Nimben gewesen sein. Hier kann man sich einen Fries von Reliefs vorstellen, wie er auf der Fassade von der Notre-Dame-la-Grande von Poitiers zu sehen ist.
Die Ausstattung des dreigeteilten ersten Obergeschosses mit Öffnungen, Blindnischen und Bögen ähnelt denen des Erdgeschosses. Das Mittelfeld wird in ganzer Breite von einer großen Archivolte eingenommen, deren Bogen und sein äußeres Kragprofil mit geometrischen Ornamenten dekoriert sind. Der glatte äußere Keilsteinbogen des zentralen Archivoltenfensters berührt den Scheitel des großen Archivoltenbogens. Eine Stufe weiter zurück ist der Archivoltenbogen des Fensters mit geometrischer Skulptur eingefügt. Beide Bögen stehen auf runden Säulen in Leibungsrücksprüngen ausgerüstet mit skulptierten Kapitellen, profilierten Basen und einem Kämpferband mit geometrischer Struktur, das bis gegen den großen Archivoltenbogen geführt ist. Noch eine weitere Stufe zurück befindet sich die eigentliche rundbogige Fensteröffnung.

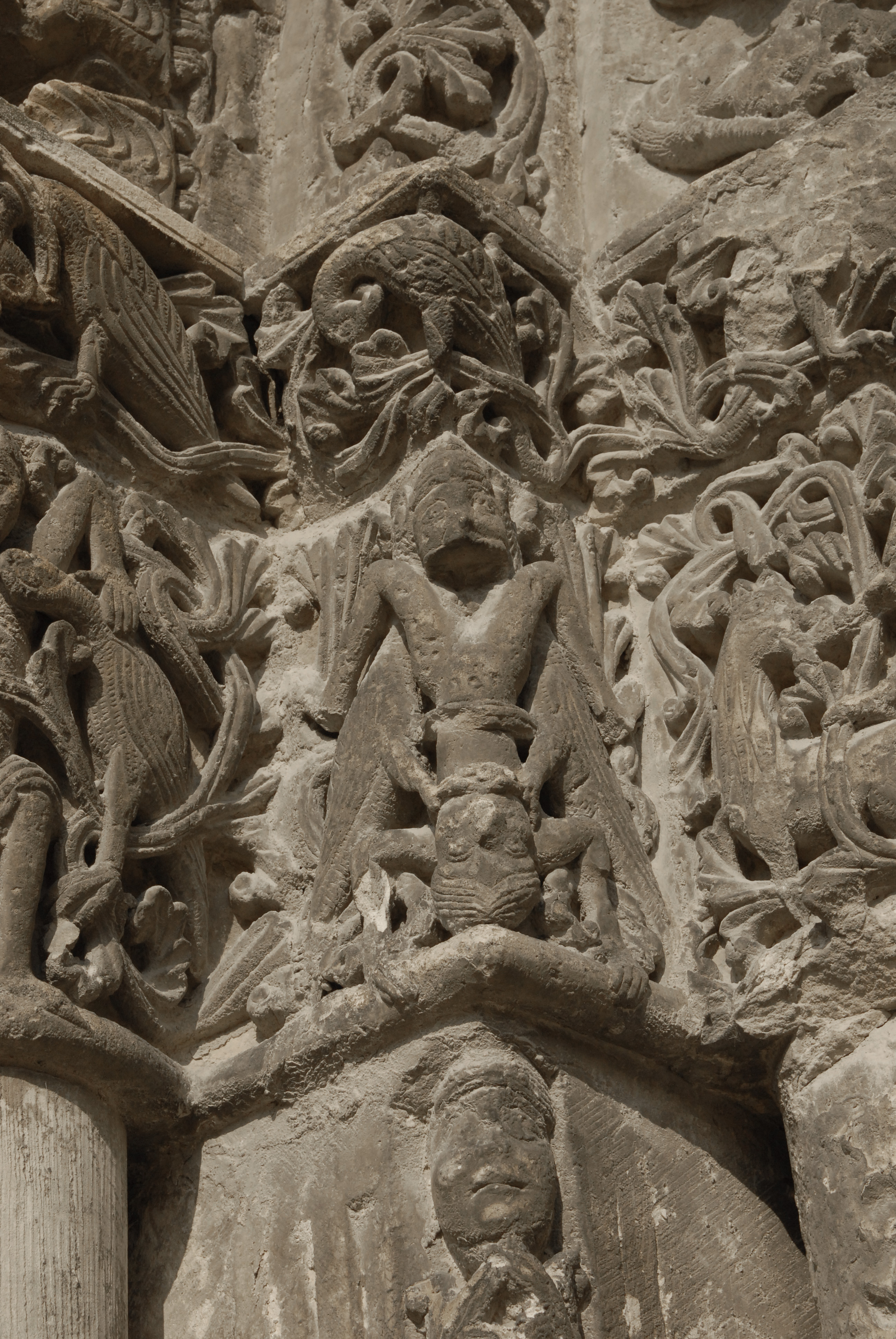
Abteikirche, Detail eines Kapitells
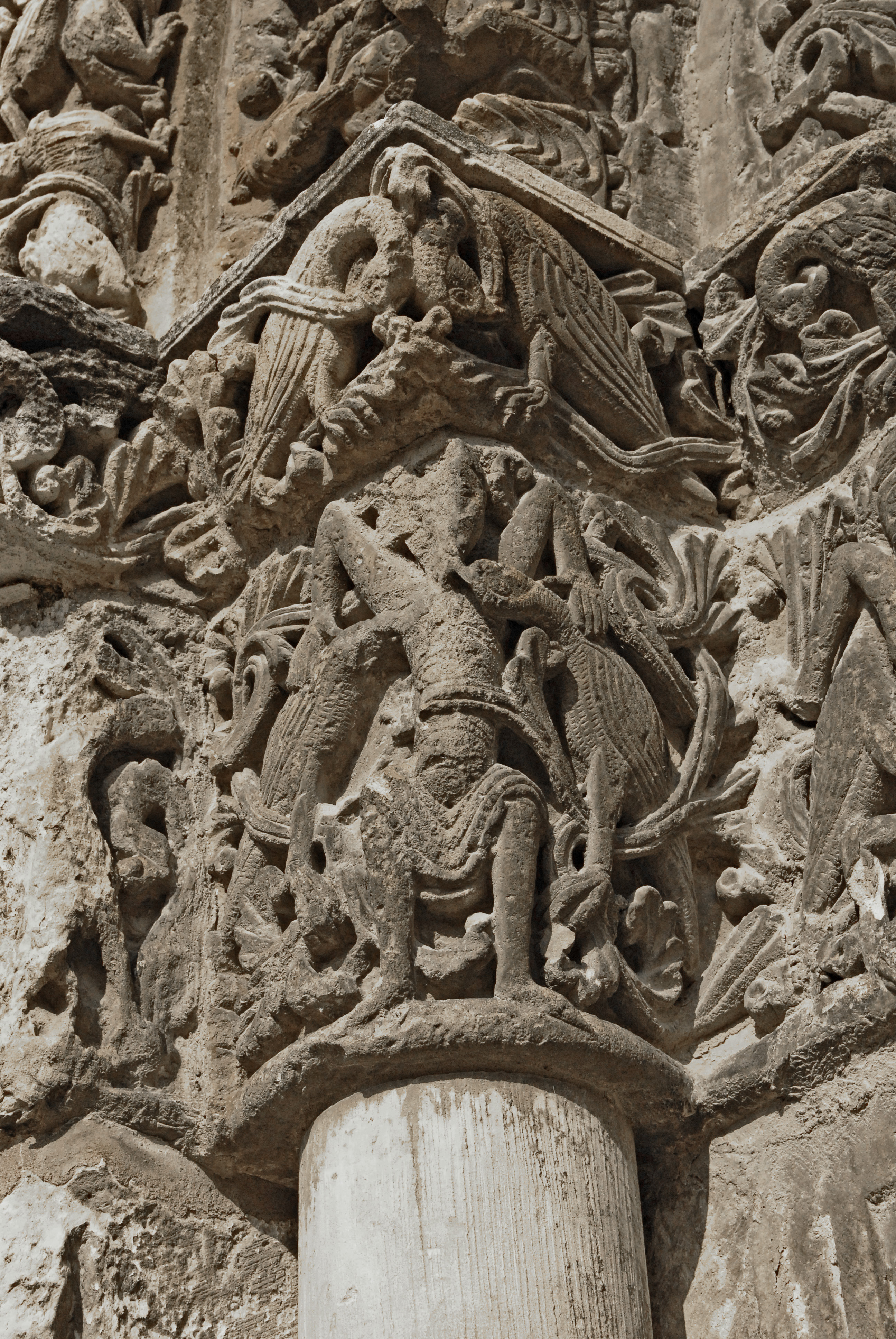
Abteikirche, Detail eines Kapitells
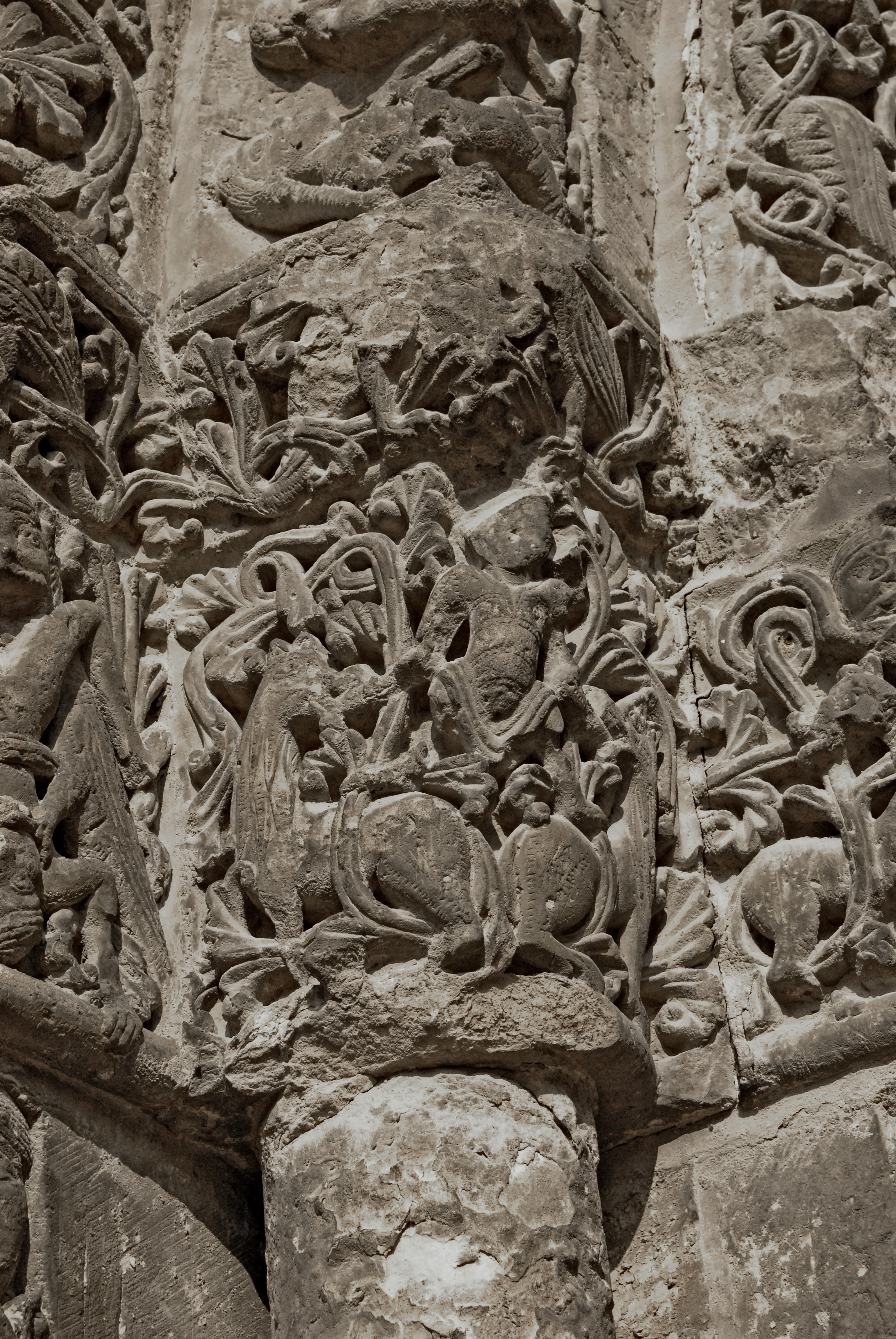
Abteikirche, Detail eines Kapitells

In den äußeren Feldern des ersten Obergeschosses sind die äußeren Archivolten wie die große im Mittelfeld skulptiert und ausgerüstet und werden wie diese mit einem ornamentierten Kragprofil überfangen. Eine Stufe zurück folgt eine weitere schmälere Archivolte, ähnlich der inneren des Mittelfensters. In die inneren glatten Archivoltenfelder sind rundbogige Nischen eingelassen, die mit kleinteiligem Mauerwerk vermauert sind, das nicht zum übrigen passt. Das deutet darauf hin, dass diese Nischen einmal, vielleicht auch nur zeitweise, offene Fenster gewesen sein könnten. Französische Quellen berichten, dass in der linken Arkade des ersten Obergeschosses ein Reiterstandbild des Kaisers Konstantin gestanden haben soll.
Einziger Schmuck des Giebelfeldes ist in dessen Mitte ein kleines Reliefbild, vermutlich aus der Barockzeit. In einer Art „Bilderrahmen“ ist ein Lorbeerkranz dargestellt, mit einem Wappen in seiner Mitte. Am rechten Rand des Giebelfeldes steht auf dem Gesimsband etwas verloren der Torso einer vollplastisch ausgebildeten Monumentalskulptur einer stehenden vermutlich weiblichen Person, deren Oberkörper fehlt.

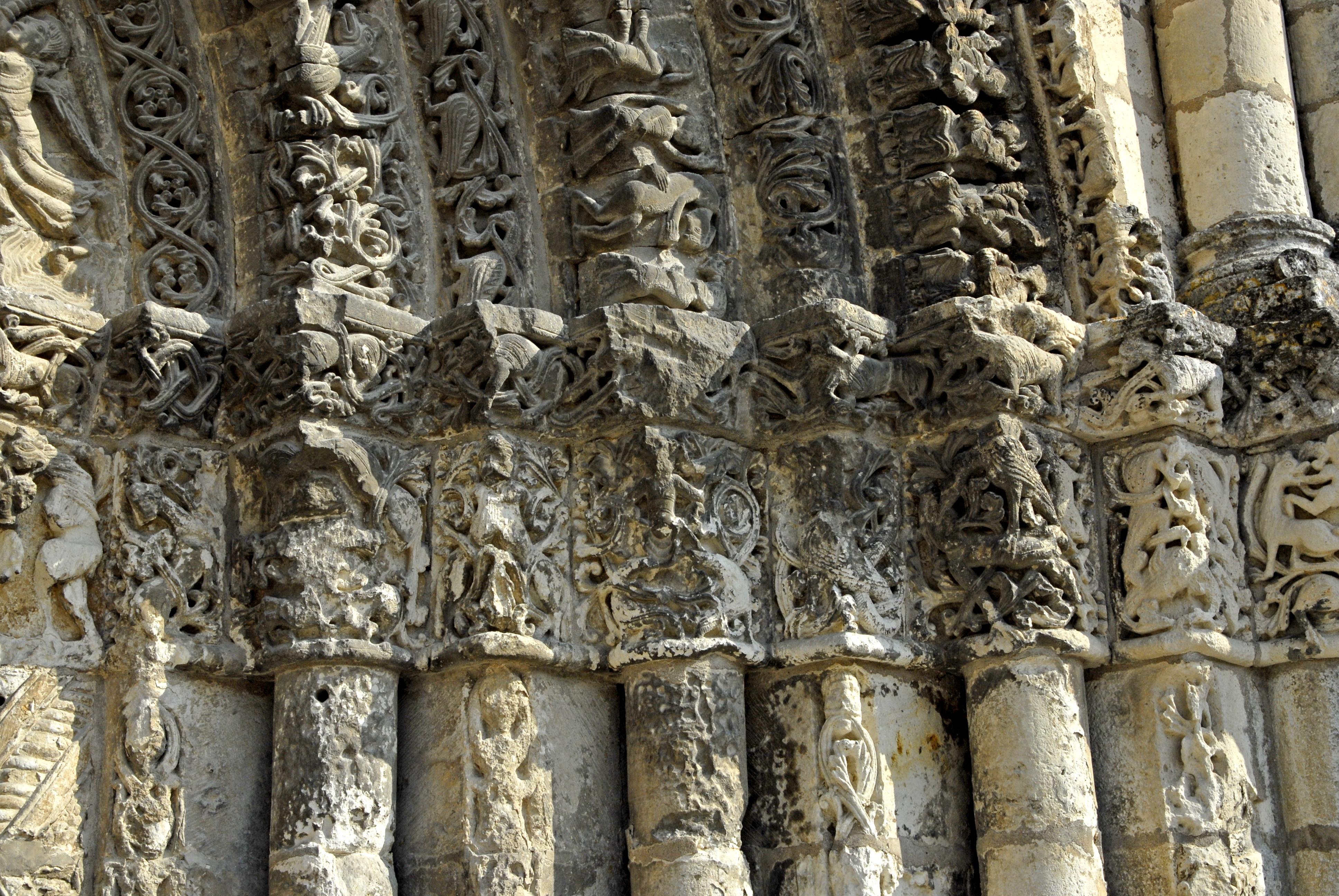
Abteikirche, Kapitelle Hauptportal, rechts
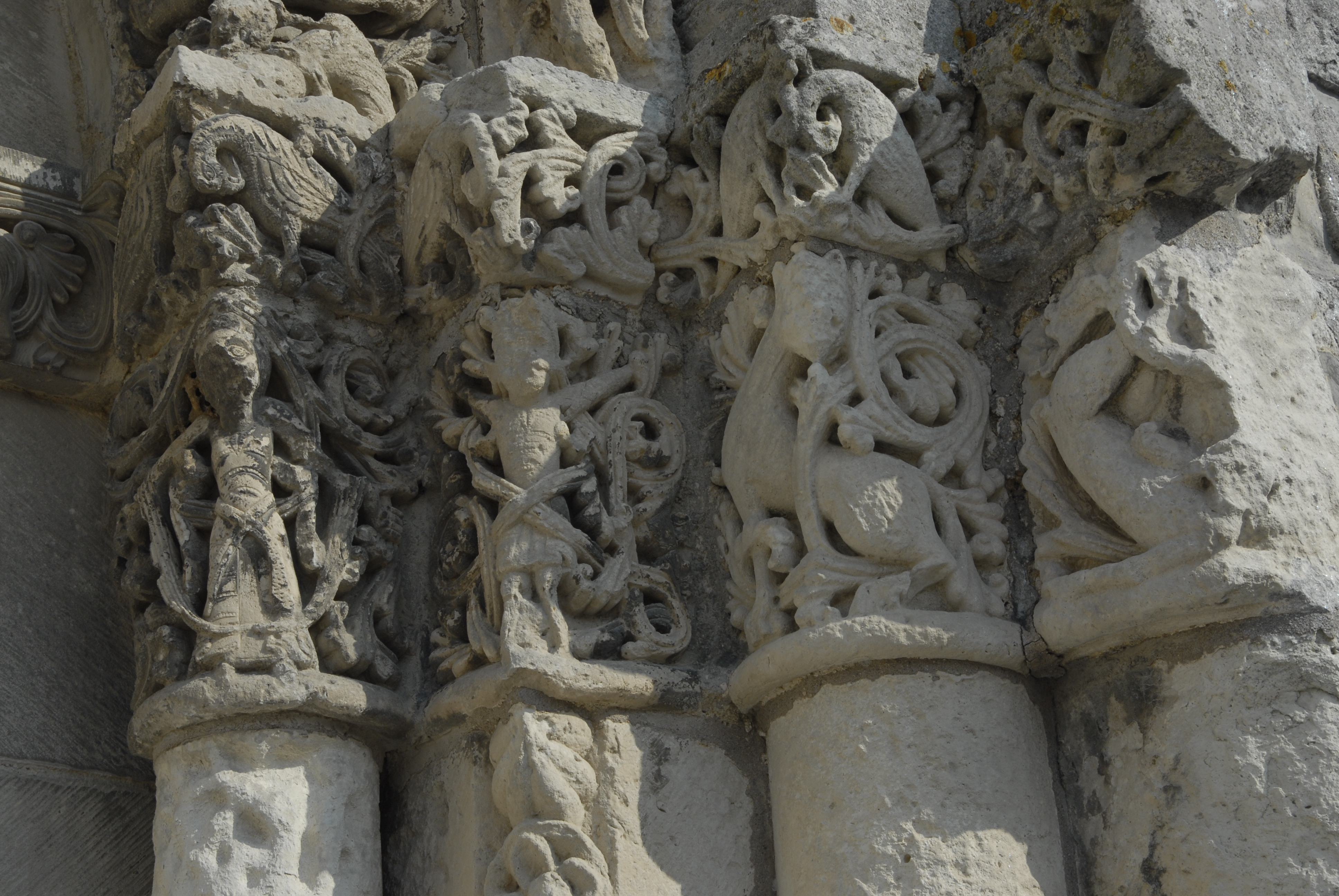
Abteikirche, Kapitelle rechtes Scheinportal, rechts
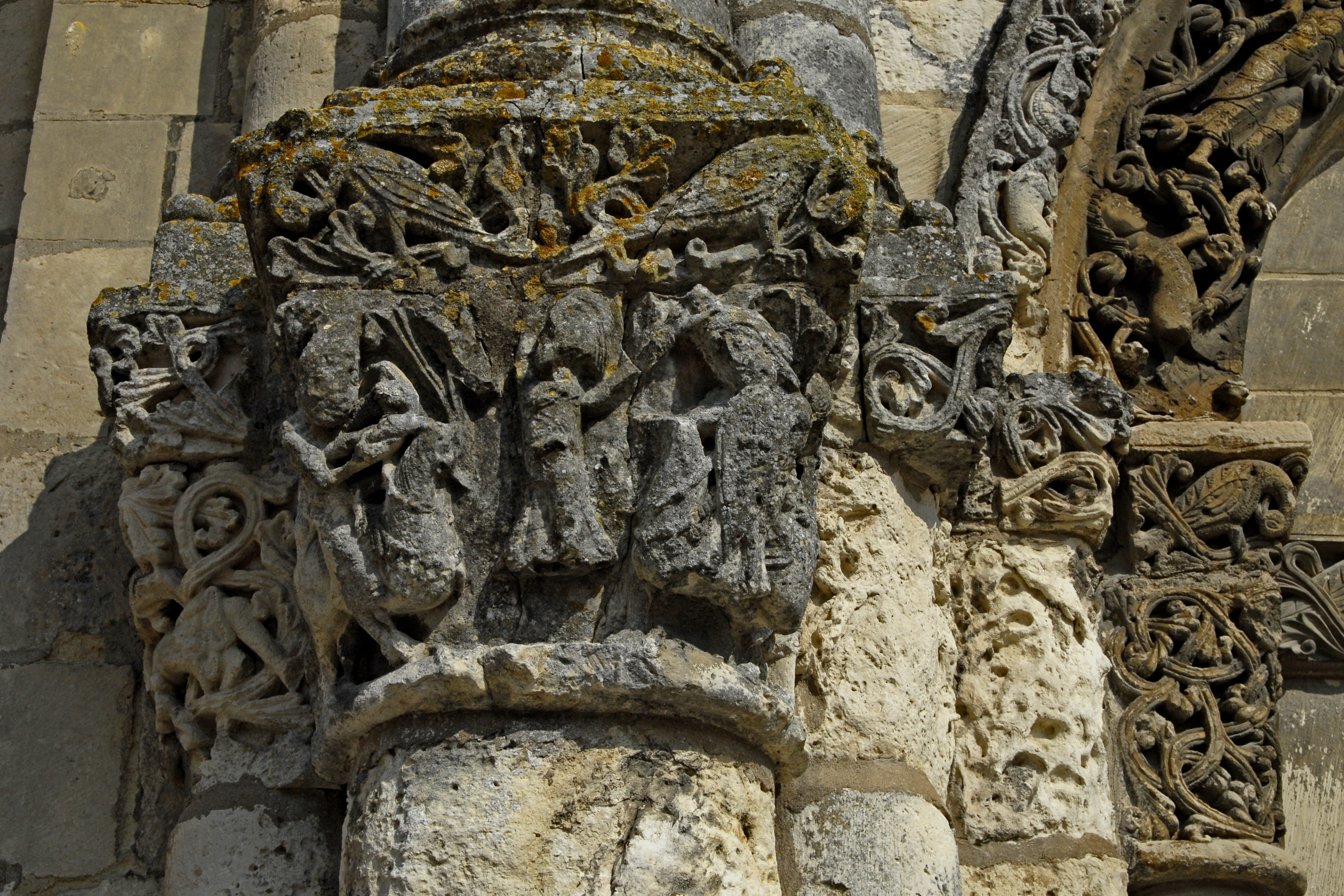
Abteikirche, linkes Scheinportal, links
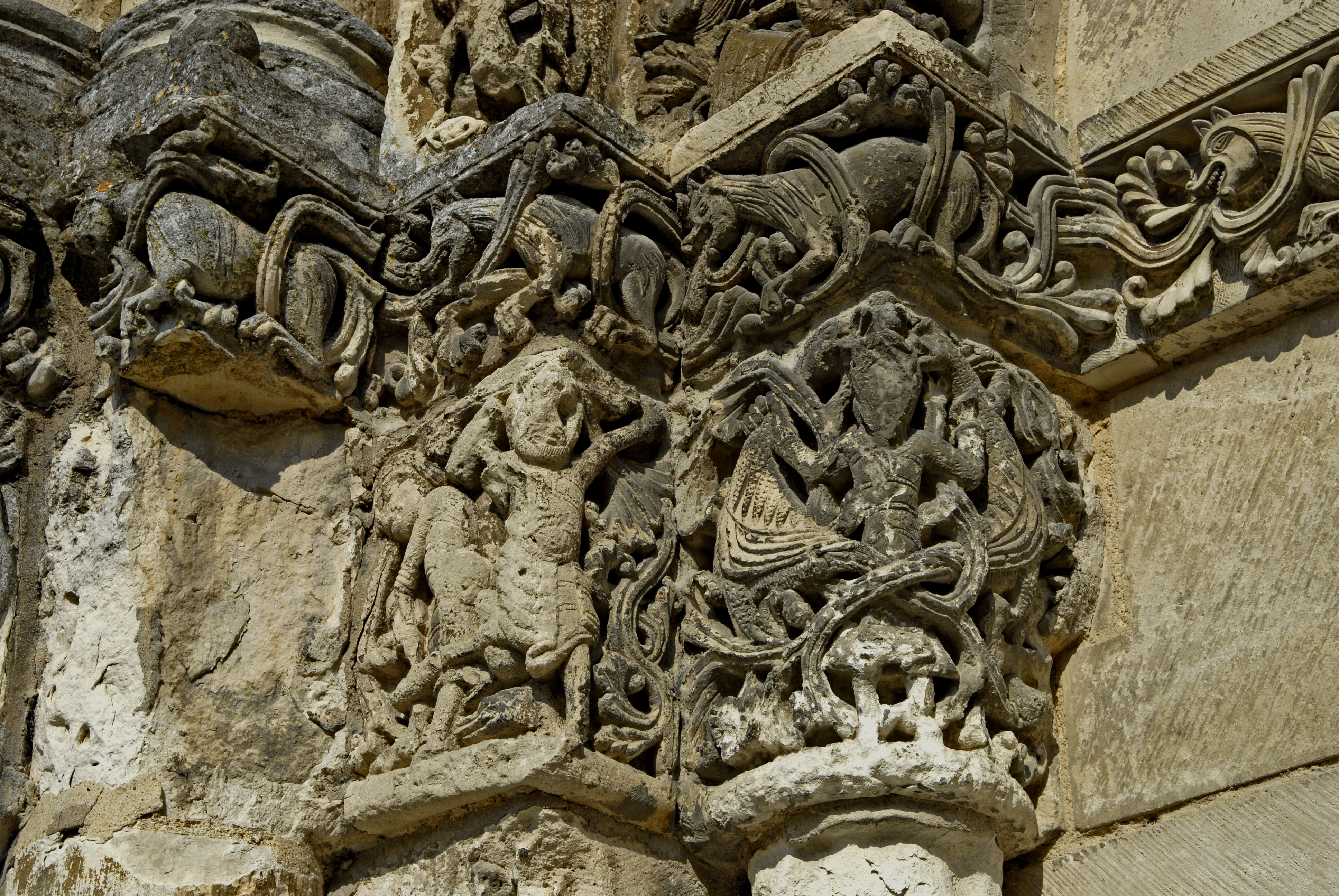
Abteikirche, Kapitelle rechtes Scheinportal, links